# 日本の漁港一覧
日本の漁港一覧（にほんのぎょこういちらん）は、主な日本の漁港の一覧である。

## 概要
2016年（平成28年）4月1日現在、日本国内には2,866の漁港がある。それらは港の重要度の順に、以下のような種別に分けられる。
- 特定第3種漁港 - 利用範囲が全国的なもの（第3種と同様）、かつ、漁業振興において特に重要な漁港。全国に13港。
- 第3種漁港 - 利用範囲が全国的なもの。全国に114港。
- 第2種漁港 - 利用範囲が第1種より広く、第3種に属さないもの。全国に519港。
- 第1種漁港 - 利用範囲が地元の漁業を主とするもの。全国に2,134港。
- 第4種漁港 - 離島その他辺地にあって漁場の開発、または避難上、必要とされるもの。全国に99港。

### 都道府県別漁港数一覧
- 2016年4月1日現在の値。
- 第3種漁港の数に、特定第3種漁港を含む。
- 内陸県8県（栃木県・群馬県・埼玉県・山梨県・長野県・岐阜県・滋賀県・奈良県）の内、琵琶湖を擁する滋賀県のみ漁港を持つ。

| 都道府県 | 特定第3種 （最重要） | 第3種 （全国） | 第2種 （広域） | 第1種 （地元） | 第4種 （離島） | 合計  |
| -------- | -------------------- | -------------- | -------------- | -------------- | -------------- | ----- |
| 北海道   | -                    | 18             | 36             | 170            | 20             | 244   |
| 青森県   | 1                    | 4              | 24             | 59             | 3              | 90    |
| 岩手県   | -                    | 4              | 23             | 83             | 1              | 111   |
| 宮城県   | 3                    | 5              | 21             | 115            | 1              | 142   |
| 秋田県   | -                    | 1              | 6              | 14             | 1              | 22    |
| 山形県   | -                    | -              | 2              | 12             | 1              | 15    |
| 福島県   | -                    | 2              | 6              | 2              | -              | 10    |
| 茨城県   | -                    | 5              | -              | 19             | -              | 24    |
| 千葉県   | 1                    | 8              | 12             | 47             | 2              | 69    |
| 東京都   | -                    | -              | 1              | 16             | 6              | 23    |
| 神奈川県 | 1                    | 2              | 4              | 19             | -              | 25    |
| 新潟県   | -                    | 2              | 13             | 47             | 2              | 64    |
| 富山県   | -                    | 2              | 4              | 10             | -              | 16    |
| 石川県   | -                    | 2              | 9              | 55             | 3              | 69    |
| 福井県   | -                    | 1              | 8              | 35             | 1              | 45    |
| 静岡県   | 1                    | 4              | 9              | 34             | 2              | 49    |
| 愛知県   | -                    | 3              | 13             | 17             | 1              | 34    |
| 三重県   | -                    | 3              | 23             | 44             | 3              | 73    |
| 滋賀県   | -                    | -              | -              | 20             | -              | 20    |
| 京都府   | -                    | 1              | 11             | 20             | 1              | 33    |
| 大阪府   | -                    | -              | 2              | 11             | -              | 13    |
| 兵庫県   | -                    | 3              | 14             | 36             | -              | 53    |
| 和歌山県 | -                    | 4              | 11             | 77             | 2              | 94    |
| 鳥取県   | 1                    | 2              | 2              | 14             | -              | 18    |
| 島根県   | 1                    | 4              | 21             | 55             | 3              | 83    |
| 岡山県   | -                    | -              | 10             | 16             | -              | 26    |
| 広島県   | -                    | 1              | 18             | 27             | -              | 46    |
| 山口県   | 1                    | 3              | 34             | 57             | 3              | 97    |
| 徳島県   | -                    | 1              | 11             | 16             | 1              | 29    |
| 香川県   | -                    | -              | 6              | 86             | -              | 92    |
| 愛媛県   | -                    | 3              | 22             | 168            | 2              | 195   |
| 高知県   | -                    | 4              | 10             | 73             | 1              | 88    |
| 福岡県   | 1                    | 1              | 20             | 42             | 2              | 65    |
| 佐賀県   | -                    | 2              | 10             | 34             | -              | 46    |
| 長崎県   | 1                    | 5              | 29             | 237            | 10             | 281   |
| 熊本県   | -                    | 1              | 21             | 81             | -              | 103   |
| 大分県   | -                    | 2              | 17             | 89             | 2              | 110   |
| 宮崎県   | -                    | 5              | 5              | 11             | 2              | 23    |
| 鹿児島県 | 1                    | 5              | 24             | 94             | 16             | 139   |
| 沖縄県   | -                    | 1              | 7              | 72             | 7              | 87    |
| 合計     | 13                   | 114            | 519            | 2,134          | 99             | 2,866 |

この記事の以下の一覧では、約3千の国内漁港の内、主なものを記載する。

## 北海道
（全244港）

### 第3種
- 苫前漁港（とままえ - ）苫前郡苫前町
- 古平漁港（ふるびら - ）古平郡古平町
- 寿都漁港（すっつ - ）寿都郡寿都町
- 美国漁港（びくに - ）積丹郡積丹町
- 熊石漁港（くまいし - ）二海郡八雲町
- 久遠漁港（くどう - ）久遠郡せたな町
- 青苗漁港（あおなえ - ）奥尻郡奥尻町（奥尻島）
- 福島漁港（ふくしま - ）松前郡福島町
- 江良漁港（えら - ）松前郡松前町

- 函館漁港（はこだて - ）函館市
- 臼尻漁港（うすじり - ）函館市
- 砂原漁港（さわら - ）茅部郡森町
- 追直漁港（おいなおし - ）室蘭市
- 登別漁港（のぼりべつ - ）白老郡白老町、登別市
- 三石漁港（みついし - ）日高郡新ひだか町
- 様似漁港（さまに - ）様似郡様似町
- 厚岸漁港（あっけし - ）厚岸郡厚岸町
- 落石漁港（おちいし - ）根室市

### 第2種
- 浜鬼志別漁港（はまおにしべつ - ）宗谷郡猿払村
- 頓別漁港（とんべつ - ）枝幸郡浜頓別町
- 富磯漁港（とみいそ - ）稚内市
- 恵山泊漁港（えさんどまり - ）稚内市
- 本泊漁港（もとどまり - ）利尻郡利尻富士町（利尻島）
- 鬼鹿漁港（おにしか - ）留萌郡小平町
- 浜益漁港（はまます - ）石狩市
- 神恵内漁港（かもえない - ）古宇郡神恵内村
- 泊(後志)漁港（とまり（しりべし） - ）古宇郡泊村
- 豊浜漁港（とよはま - ）爾志郡乙部町
- 乙部漁港（おとべ - ）爾志郡乙部町
- 館浜漁港（たてはま - ）松前郡松前町
- 吉岡漁港（よしおか - ）松前郡福島町
- 戸井漁港（とい - ）函館市
- 大澗漁港（おおま - ）函館市
- 尾札部漁港（おさつべ - ）函館市

- 鹿部漁港（しかべ - ）茅部郡鹿部町
- 本別漁港（ほんべつ - ）茅部郡鹿部町
- 落部漁港（おとしべ - ）二海郡八雲町
- 八雲漁港（やくも - ）二海郡八雲町
- 豊浦漁港（とようら - ）虻田郡豊浦町
- 虻田漁港（あぶた - ）虻田郡洞爺湖町
- 白糠漁港（しらぬか - ）白糠郡白糠町
- 昆布森漁港（こんぶもり - ）釧路郡釧路町
- 散布漁港（ちりっぷ - ）厚岸郡浜中町
- 尾岱沼漁港（おだいとう - ）野付郡別海町
- 標津漁港（しべつ - ）標津郡標津町
- 松法漁港（まつのり - ）目梨郡羅臼町
- 知円別漁港（ちえんべつ - ）目梨郡羅臼町
- 斜里漁港（しゃり - ）斜里郡斜里町
- 常呂漁港（ところ - ）北見市
- 湧別漁港（ゆうべつ - ）紋別郡湧別町
- 沙留漁港（さるる - ）紋別郡興部町
- 雄武漁港（おうむ - ）紋別郡雄武町

### 第1種
- 音標漁港（おとしべ - ）枝幸郡枝幸町
- 乙忠部漁港（おっちゅうべ - ）枝幸郡枝幸町
- 山臼漁港（やまうす - ）枝幸郡枝幸町
- 岡島漁港（おかしま - ）枝幸郡枝幸町
- 問牧漁港（といまき - ）枝幸郡枝幸町
- 目梨泊漁港（めなしどまり - ）枝幸郡枝幸町
- 斜内漁港（しゃない - ）枝幸郡浜頓別町
- 浜猿払漁港（はまさるふつ - ）宗谷郡猿払村
- 知来別漁港（ちらいべつ - ）宗谷郡猿払村
- 宗谷漁港（そうや - ）稚内市
- 声問漁港（こえとい - ）稚内市
- 西稚内漁港（にしわっかない - ）稚内市
- 稚咲内漁港（わかさかない - ）天塩郡豊富町
- 東上泊漁港（ひがしうえどまり - ）礼文郡礼文町（礼文島）
- 幌泊漁港（ほろどまり - ）礼文郡礼文町（礼文島）
- 浜中漁港（はまなか - ）礼文郡礼文町（礼文島）
- 須古頓漁港（すことん - ）礼文郡礼文町（礼文島）
- 西上泊漁港（にしうえどまり - ）礼文郡礼文町（礼文島）
- 宇遠内漁港（うえんない - ）礼文郡礼文町（礼文島）
- 知床漁港（しれとこ - ）礼文郡礼文町（礼文島）
- 差閉漁港（さしとじ - ）礼文郡礼文町（礼文島）
- 香深井漁港（かふかい - ）礼文郡礼文町（礼文島）
- 内路漁港（ないろ - ）礼文郡礼文町（礼文島）
- 新湊漁港（しんみなと - ）利尻郡利尻町（利尻島）
- 蘭泊漁港（らんどまり - ）利尻郡利尻町（利尻島）
- 御崎漁港（みさき - ）利尻郡利尻町（利尻島）
- 南浜漁港（みなみはま - ）利尻郡利尻富士町（利尻島）
- 旭浜(鬼脇)漁港（あさひはま（おにわき） - ）利尻郡利尻富士町（利尻島）
- 雄忠志内漁港（おちゅうしない - ）利尻郡利尻富士町（利尻島）
- 豊岬漁港（とよさき - ）苫前郡初山別村
- 初浦漁港（はつうら - ）苫前郡初山別村
- 西浦漁港（にしうら - ）苫前郡羽幌町（焼尻島）
- 前浜漁港（まえはま - ）苫前郡羽幌町（天売島）
- 力昼漁港（りきびる - ）苫前郡苫前町
- 臼谷漁港（うすや - ）留萌郡小平町
- 三泊漁港（さんどまり - ）留萌市
- 礼受漁港（れうけ - ）留萌市
- 阿分漁港（あふん - ）増毛郡増毛町
- 別苅漁港（べつかり - ）増毛郡増毛町
- 岩老漁港（いわおい - ）増毛郡増毛町
- 濃昼漁港（ごきびる - ）石狩市
- 厚田漁港（あつた - ）石狩市
- 古潭漁港（こたん - ）石狩市
- 祝津漁港（しゅくつ - ）小樽市
- 塩谷漁港（しおや - ）小樽市
- 忍路漁港（おしょろ - ）小樽市
- 余市漁港（よいち - ）余市郡余市町
- 幌武意漁港（ほろむい - ）積丹郡積丹町
- 入舸漁港（いりか - ）積丹郡積丹町
- 日司漁港（ひづか - ）積丹郡積丹町
- 野塚漁港（のづか - ）積丹郡積丹町
- 神岬漁港（こうざき - ）積丹郡積丹町
- 川白漁港（かわしら - ）古宇郡神恵内村
- 珊内漁港（さんない - ）古宇郡神恵内村
- 赤石漁港（あかいし - ）古宇郡神恵内村
- 盃漁港（さかずき - ）古宇郡泊村
- 茶津漁港（ちゃつ - ）古宇郡泊村
- 敷島内漁港（しきしまない - ）岩内郡岩内町
- 尻別漁港（しりべつ - ）磯谷郡蘭越町
- 横澗漁港（よこま - ）寿都郡寿都町
- 鮫泊漁港（さめどまり - ）寿都郡寿都町
- 美谷(歌棄)漁港（びや（うたすつ） - ）寿都郡寿都町
- 有戸漁港（ありと - ）寿都郡寿都町
- 樽岸漁港（たるきし - ）寿都郡寿都町
- 政泊漁港（まさどまり - ）寿都郡寿都町
- 歌島漁港（うたしま - ）島牧郡島牧村
- 厚瀬漁港（あっちゃせ - ）島牧郡島牧村
- 軽臼漁港（かるうす - ）島牧郡島牧村
- 千走漁港（ちはせ - ）島牧郡島牧村
- 狩場漁港（かりば - ）久遠郡せたな町
- 鵜泊漁港（うどまり - ）久遠郡せたな町
- 太田漁港（おおた - ）久遠郡せたな町
- 上浦漁港（かみうら - ）久遠郡せたな町
- 宮野漁港（みやの - ）久遠郡せたな町
- 平浜漁港（ひらはま - ）久遠郡せたな町
- 白泉漁港（しろいずみ - ）久遠郡せたな町
- 長磯漁港（ながいそ - ）久遠郡せたな町
- 関内漁港（せきない - ）二海郡八雲町
- 相沼泊川漁港（あいぬまとまりかわ - ）二海郡八雲町
- 江差追分漁港（えさしおいわけ - ）檜山郡江差町
- 上ノ国漁港（かみのくに - ）檜山郡上ノ国町
- 松江漁港（まつえ - ）奥尻郡奥尻町（奥尻島）
- 赤石漁港（あかいし -）奥尻郡奥尻町（奥尻島）
- 宮津漁港（みやつ -）奥尻郡奥尻町（奥尻島）
- 勘太浜漁港（かんたはま -）奥尻郡奥尻町（奥尻島）
- 稲穂漁港（いなほ -）奥尻郡奥尻町（奥尻島）
- 原口漁港（はらぐち - ）松前郡松前町
- 清部漁港（きよべ - ）松前郡松前町
- 茂草漁港（もぐさ - ）松前郡松前町
- 静浦漁港（しずうら - ）松前郡松前町
- 札前漁港（さつまえ - ）松前郡松前町
- 大沢朝日漁港（おおさわあさひ - ）松前郡松前町
- 白神漁港（しらかみ - ）松前郡松前町
- 岩部漁港（いわべ - ）松前郡福島町

- 知内漁港（しりうち - ）上磯郡知内町
- 中の川漁港（なかのかわ - ）上磯郡知内町
- 木古内漁港（きこない - ）上磯郡木古内町
- 北斗漁港（ほくと - ）北斗市
- 住吉漁港（すみよし - ）函館市
- 函館湯川漁港（はこだてゆのかわ - ）函館市
- 志海苔漁港（しのり - ）函館市
- 石崎(銭亀沢)漁港（いしざき（ぜにかめざわ） - ）函館市
- 小安漁港（おやす - ）函館市
- 釜谷(戸井)漁港（かまや（とい） - ）函館市
- 汐首漁港（しおくび - ）函館市
- 日浦漁港（ひうら - ）函館市
- 女那川漁港（めながわ - ）函館市
- 恵山漁港（えさん - ）函館市
- 古部漁港（ふるべ - ）函館市
- 木直漁港（きなおし - ）函館市
- 川汲漁港（かっくみ - ）函館市
- 大舟漁港（おおふね - ）函館市
- 沼尻漁港（ぬまじり - ）茅部郡森町
- 掛澗漁港（かかりま - ）茅部郡森町
- 鷲ノ木漁港（わしのき - ）茅部郡森町
- 蛯谷漁港（えびや - ）茅部郡森町
- 石倉漁港（いしくら - ）茅部郡森町
- 山越漁港（やまこし - ）二海郡八雲町
- 黒岩漁港（くろいわ - ）二海郡八雲町
- 国縫漁港（くんぬい - ）山越郡長万部町
- 長万部漁港（おしゃまんべ - ）山越郡長万部町
- 静狩漁港（しずかり - ）山越郡長万部町
- 大中漁港（おおなか - ）山越郡長万部町
- 礼文漁港（れぶん - ）虻田郡豊浦町
- 大岸漁港（おおきし - ）虻田郡豊浦町
- 有珠漁港（うす - ）伊達市
- 伊達漁港（だて - ）伊達市
- 黄金漁港（こがね - ）伊達市
- 鷲別漁港（わしべつ - ）登別市
- イタンキ漁港（いたんき - ）室蘭市
- 鵡川漁港（むかわ - ）勇払郡むかわ町
- 富浜漁港（とみはま - ）沙流郡日高町
- 門別漁港（もんべつ - ）沙流郡日高町
- 厚賀漁港（あつが - ）沙流郡日高町
- 節婦漁港（せっぷ - ）新冠郡新冠町
- 静内漁港（しずない - ）日高郡新ひだか町
- 東静内漁港（ひがししずない - ）日高郡新ひだか町
- 春立漁港（はるたち - ）日高郡新ひだか町
- 鳧舞漁港（けりまい - ）日高郡新ひだか町
- 荻伏漁港（おぎふし - ）浦河郡浦河町
- 東栄漁港（とうえい - ）浦河郡浦河町
- 鵜苫漁港（うとま - ）様似郡様似町
- 冬島漁港（ふゆしま - ）様似郡様似町
- 旭漁港（あさひ - ）様似郡様似町
- 笛舞漁港（ふえまい - ）幌泉郡えりも町
- 歌別漁港（うたべつ - ）幌泉郡えりも町
- 東洋漁港（とうよう - ）幌泉郡えりも町
- えりも岬漁港（えりもみさき - ）幌泉郡えりも町
- 目黒漁港（めぐろ - ）幌泉郡えりも町
- 音調津漁港（おしらべつ - ）広尾郡広尾町
- 旭浜(大樹)漁港（あさひはま（たいき） - ）広尾郡大樹町
- 大樹漁港（たいき - ）広尾郡大樹町
- 厚内漁港（あつない - ）十勝郡浦幌町
- 千代ノ浦漁港（ちよのうら - ）釧路市
- 桂恋漁港（かつらこい - ）釧路市
- 老者舞漁港（おしゃまっぷ - ）釧路郡釧路町
- 仙鳳趾漁港（せんぽうし - ）釧路郡釧路町
- 床潭漁港（とこたん - ）厚岸郡厚岸町
- 琵琶瀬漁港（びわせ - ）厚岸郡浜中町
- 榊町漁港（さかきまち - ）厚岸郡浜中町
- 浜中(釧路)漁港（はまなか（くしろ） - ）厚岸郡浜中町
- 友知漁港（ともしり - ）根室市
- 沖根婦漁港（おきねっぷ - ）根室市
- トーサムポロ漁港（とーさむぽろ - ）根室市
- 幌茂尻漁港（ほろもしり - ）根室市
- 走古丹漁港（はしりこたん - ）野付郡別海町
- 別海漁港（べつかい - ）野付郡別海町
- 床丹漁港（とこたん - ）野付郡別海町
- 薫別漁港（くんべつ - ）標津郡標津町
- 峯浜漁港（みねはま - ）目梨郡羅臼町
- 於尋麻布漁港（おたずねまっぷ - ）目梨郡羅臼町
- オッカバケ漁港（おっかばけ - ）目梨郡羅臼町
- 相泊漁港（あいどまり - ）目梨郡羅臼町
- 知布泊漁港（ちっぷどまり - ）斜里郡斜里町
- 鱒浦漁港（ますうら - ）網走市
- 呼人漁港（よびと - ）網走市
- 常呂河口漁港（ところかこう - ）北見市
- 栄浦漁港（さかえうら - ）北見市
- 浜佐呂間漁港（はまさろま - ）常呂郡佐呂間町
- 富武士漁港（とつぷし - ）常呂郡佐呂間町
- 芭露漁港（ばろう - ）紋別郡湧別町
- 登栄床漁港（とえとこ - ）紋別郡湧別町
- 興部漁港（おこっぺ - ）紋別郡興部町
- 沢木漁港（さわき - ）紋別郡雄武町
- 幌内漁港（ほろない - ）紋別郡雄武町

### 第4種
- 東浦漁港（ひがしうら - ）稚内市
- 抜海漁港（ばっかい - ）稚内市
- 礼文西漁港（れぶんにし - ）礼文郡礼文町（礼文島）
- 仙法志漁港（せんほうし - ）利尻郡利尻町（利尻島）
- 遠別漁港（えんべつ - ）天塩郡遠別町
- 雄冬漁港（おふゆ - ）増毛郡増毛町
- 余別漁港（よべつ - ）積丹郡積丹町
- 須築漁港（すっき - ）久遠郡せたな町
- 神威脇漁港（かむいわき - ）奥尻郡奥尻町（奥尻島）
- 大島漁港（おおしま - ）松前郡松前町

- 小島漁港（こじま - ）松前郡松前町
- 山背泊漁港（やませどまり - ）函館市
- 庶野漁港（しょや - ）幌泉郡えりも町
- 大津漁港（おおつ - ）中川郡豊頃町
- 歯舞漁港（はぼまい - ）根室市
- 羅臼漁港（らうす - ）目梨郡羅臼町
- ウトロ漁港（うとろ - ）斜里郡斜里町
- 能取漁港（のとろ - ）網走市
- サロマ湖漁港（さろまこ - ）北見市、紋別郡湧別町
- 元稲府漁港（もといねっぷ - ）紋別郡雄武町

## 青森県
（全90港）

### 特定第3種（1港）
- 八戸漁港（はちのへ - ）八戸市

### 第3種
- 鰺ヶ沢漁港（あじがさわ - ）西津軽郡鰺ヶ沢町
- 大畑漁港（おおはた - ）むつ市
- 三沢漁港（みさわ - ）三沢市

### 第2種
- 岩崎漁港（いわさき - ）西津軽郡深浦町
- 北金ヶ沢漁港（きたかねがさわ - ）西津軽郡深浦町
- 龍飛漁港（たっぴ - ）東津軽郡外ヶ浜町
- 三厩漁港（みんまや - ）東津軽郡外ヶ浜町
- 平舘漁港（たいらだて - ）東津軽郡外ヶ浜町
- 蟹田漁港（かにた - ）東津軽郡外ヶ浜町
- 蓬田漁港（よもぎた - ）東津軽郡蓬田村
- 後潟漁港（うしろがた - ）青森市
- 奥内漁港（おくない - ）青森市
- 青森漁港（あおもり - ）青森市
- 茂浦漁港（もうら - ）東津軽郡平内町
- 稲生漁港（いのう - ）東津軽郡平内町

- 東田沢漁港（ひがしたざわ - ）東津軽郡平内町
- 小湊漁港（こみなと - ）東津軽郡平内町
- 清水川漁港（しみずがわ - ）東津軽郡平内町
- 野辺地漁港（のへじ - ）上北郡野辺地町
- 横浜漁港（よこはま - ）上北郡横浜町
- 脇野沢漁港（わきのさわ - ）むつ市
- 奥戸漁港（おこっぺ - ）下北郡大間町
- 下手浜漁港（したてはま - ）下北郡大間町
- 下風呂漁港（しもふろ - ）下北郡風間浦村
- 野牛漁港（のうし - ）下北郡東通村
- 尻屋漁港（しりや - ）下北郡東通村
- 小舟渡漁港（こみなと - ）三戸郡階上町

### 第1種
- 大間越漁港（おおまごし - ）西津軽郡深浦町
- 黒崎漁港（くろさき - ）西津軽郡深浦町
- 森山漁港（もりやま - ）西津軽郡深浦町
- 艫作漁港（へなし - ）西津軽郡深浦町
- 横磯漁港（よこいそ - ）西津軽郡深浦町
- 広戸漁港（ひろと - ）西津軽郡深浦町
- 驫木漁港（とどろき - ）西津軽郡深浦町
- 風合瀬漁港（かそせ - ）西津軽郡深浦町
- 田野沢(大戸瀬)漁港（たのさわ（おおとせ） - ）西津軽郡深浦町
- 木造漁港（きづくり - ）つがる市
- 車力漁港（しゃりき - ）つがる市
- 十三漁港（じゅうさん - ）五所川原市
- 脇元漁港（わきもと - ）五所川原市
- 宇鉄漁港（うてつ - ）東津軽郡外ヶ浜町
- 今別漁港（いまべつ - ）東津軽郡今別町
- 一本木漁港（いっぽんぎ - ）東津軽郡今別町
- 瀬辺地漁港（せへじ - ）東津軽郡蓬田村
- 久栗坂漁港（くぐりざか - ）青森市
- 浪打漁港（なみぢ - ）東津軽郡平内町
- 白砂漁港（しらす - ）東津軽郡平内町
- 狩場沢漁港（かりばさわ - ）東津軽郡平内町
- 有戸漁港（ありと - ）上北郡野辺地町
- 百目木漁港（どめき - ）上北郡横浜町
- 源氏ヶ浦漁港（げんじがうら - ）上北郡横浜町
- 鶏沢漁港（にわとりざわ - ）上北郡横浜町

- 浜奥内漁港（はまおくない - ）むつ市
- 角違漁港（すみちがい - ）むつ市
- 檜川漁港（ひのきがわ - ）むつ市
- 宿野部漁港（しゅくのべ - ）むつ市
- 蛎崎漁港（かきざき - ）むつ市
- 小沢漁港（こざわ - ）むつ市
- 九艘泊漁港（くそうどまり - ）むつ市
- 牛滝漁港（うしたき - ）下北郡佐井村
- 福浦漁港（ふくうら - ）下北郡佐井村
- 長後漁港（ちょうご - ）下北郡佐井村
- 磯谷漁港（いそや - ）下北郡佐井村
- 矢越漁港（やごし - ）下北郡佐井村
- 原田漁港（はらだ - ）下北郡佐井村
- 材木漁港（ざいもく - ）下北郡大間町
- 蛇浦漁港（へびうら - ）下北郡風間浦村
- 易国間漁港（いこくま - ）下北郡風間浦村
- 桑畑漁港（くわはた - ）下北郡風間浦村
- 木野部漁港（きのっぷ - ）むつ市
- 正津川漁港（しょうづがわ - ）むつ市
- 関根漁港（せきね - ）むつ市
- 石持漁港（いしもち - ）下北郡東通村
- 岩屋漁港（いわや - ）下北郡東通村
- 尻労漁港（しつかり - ）下北郡東通村
- 小田野沢漁港（おだのさわ - ）下北郡東通村
- 平沼漁港（ひらぬま - ）下北郡六ヶ所村
- 百石漁港（ももいし - ）上北郡おいらせ町
- 白浜漁港（しらはま - ）八戸市
- 深久保漁港（ふかくぼ - ）八戸市
- 種差漁港（たねさし - ）八戸市
- 大久喜漁港（おおくき - ）八戸市
- 金浜漁港（かねはま - ）八戸市
- 大蛇漁港（おおじゃ - ）三戸郡階上町
- 追越漁港（おっこし - ）三戸郡階上町
- 榊漁港（さかき - ）三戸郡階上町

### 第4種
- 小泊漁港（こどまり - ）北津軽郡中泊町
- 佐井漁港（さい - ）下北郡佐井村
- 白糠漁港（しらぬか - ）下北郡東通村、上北郡六ヶ所村

## 岩手県
（全111港）

### 第3種
- 山田漁港（やまだ - ）下閉伊郡山田町
- 大槌漁港（おおつち - ）上閉伊郡大槌町
- 釜石漁港（かまいし - ）釜石市
- 大船渡漁港（おおふなと - ）大船渡市

### 第2種
- 種市漁港（たねいち - ）九戸郡洋野町
- 久喜漁港（くき - ）久慈市
- 野田漁港（のだ - ）九戸郡野田村
- 堀内漁港（ほりない - ）下閉伊郡普代村
- 太田名部漁港（おおたなべ - ）下閉伊郡普代村
- 田老漁港（たろう - ）宮古市
- 重茂漁港（おもえ - ）宮古市
- 大沢漁港（おおさわ - ）下閉伊郡山田町
- 大浦漁港（おおうら - ）下閉伊郡山田町
- 船越漁港（ふなこし - ）下閉伊郡山田町
- 吉里吉里漁港（きりきり - ）上閉伊郡大槌町

- 箱崎漁港（はこざき - ）釜石市
- 白浜(鵜住居)漁港（しらはま（うのすまい） - ）釜石市
- 両石漁港（りょういし - ）釜石市
- 唐丹漁港（とうに - ）釜石市
- 小白浜漁港（こじらはま - ）釜石市
- 根白漁港（こんぱく - ）大船渡市
- 崎浜漁港（さきはま - ）大船渡市
- 越喜来漁港（おきらい - ）大船渡市
- 綾里漁港（りょうり - ）大船渡市
- 門の浜漁港（かどのはま - ）大船渡市
- 広田漁港（ひろた - ）陸前高田市
- 長部漁港（おさべ - ）陸前高田市

### 第1種
- 角浜漁港（かどのはま - ）九戸郡洋野町
- 川尻漁港（かわしり - ）九戸郡洋野町
- 鹿糠漁港（かぬか - ）九戸郡洋野町
- 戸類家漁港（へるけ - ）九戸郡洋野町
- 宿戸漁港（しゅくのへ - ）九戸郡洋野町
- 小子内漁港（おこない - ）九戸郡洋野町
- 有家漁港（うげ - ）九戸郡洋野町
- 高家漁港（こうげ - ）九戸郡洋野町
- 桑畑漁港（くわはた - ）久慈市
- 田子の木漁港（たこのき - ）久慈市
- 川津内漁港（かわつない - ）久慈市
- 横沼漁港（よこぬま - ）久慈市
- 白前漁港（しろまえ - ）久慈市
- 麦生漁港（むぎょう - ）久慈市
- 久慈湊漁港（くじみなと - ）久慈市
- 舟渡漁港（ふなど - ）久慈市
- 小袖漁港（こそで - ）久慈市
- 玉川漁港（たまがわ - ）九戸郡野田村
- 下安家漁港（しもあっか - ）九戸郡野田村
- 沢漁港（さわ - ）下閉伊郡普代村
- 白井漁港（しらい - ）下閉伊郡普代村
- 黒崎漁港（くろさき - ）下閉伊郡普代村
- 弁天漁港（べんてん - ）下閉伊郡普代村
- 北山漁港（きたやま - ）下閉伊郡田野畑村
- 机漁港（つくえ - ）下閉伊郡田野畑村
- 平井賀漁港（ひらいが - ）下閉伊郡田野畑村
- 槇木沢漁港（まぎさわ - ）下閉伊郡田野畑村
- 須久洞漁港（すくどう - ）下閉伊郡岩泉町
- 小本漁港（おもと - ）下閉伊郡岩泉町

- 茂師漁港（もし - ）宮古市、下閉伊郡岩泉町
- 小堀内漁港（こぼりない - ）宮古市
- 青野滝漁港（あおのたき - ）宮古市
- 小港漁港（こみなと - ）宮古市
- 樫内漁港（かしない - ）宮古市
- 宿漁港（やど - ）宮古市
- 日出島漁港（ひでしま - ）宮古市
- 蛸の浜漁港（たこのはま - ）宮古市
- 津軽石漁港（つがるいし - ）宮古市
- 白浜(宮古)漁港（しらはま（みやこ） - ）宮古市
- 浦の沢漁港（うらのさわ - ）宮古市
- 仲組漁港（なかぐみ - ）宮古市
- 音部漁港（おとべ - ）宮古市
- 姉吉漁港（あねよし - ）宮古市
- 千鶏漁港（ちけい - ）宮古市
- 石浜漁港（いしはま - ）宮古市
- 川代漁港（かわしろ - ）宮古市、下閉伊郡山田町
- 織笠漁港（おりかさ - ）下閉伊郡山田町
- 小谷鳥漁港（こやどり - ）下閉伊郡山田町
- 室浜漁港（むろはま - ）釜石市
- 片岸漁港（かたぎし - ）釜石市
- 仮宿漁港（かりやど - ）釜石市
- 桑ノ浜漁港（くわのはま - ）釜石市
- 嬉石漁港（うれいし - ）釜石市
- 平田漁港（へいた - ）釜石市
- 白浜(釜石)漁港（しらはま（かまいし） - ）釜石市
- 佐須漁港（さす - ）釜石市
- 大石漁港（おおいし - ）釜石市

- 千歳漁港（せんざい - ）大船渡市
- 扇洞漁港（おおぎほら - ）大船渡市
- 吉浜漁港（よしはま - ）大船渡市
- 増館漁港（ますだて - ）大船渡市
- 小壁漁港（こかべ - ）大船渡市
- 泊漁港（とまり - ）大船渡市
- 鬼沢漁港（おにざわ - ）大船渡市
- 小石浜漁港（こいしはま - ）大船渡市
- 砂子浜漁港（すなごはま - ）大船渡市
- 野々前漁港（ののまえ - ）大船渡市
- 小路漁港（こじ - ）大船渡市
- 長崎漁港（ながさき - ）大船渡市
- 合足漁港（あったり - ）大船渡市
- 蛸ノ浦漁港（たこのうら - ）大船渡市
- 碁石漁港（ごいし - ）大船渡市
- 泊里漁港（とまり - ）大船渡市
- 只出漁港（ただいで - ）陸前高田市
- 六ヶ浦漁港（むつがうら - ）陸前高田市
- 大祝漁港（おおいわい - ）陸前高田市
- 三鏡漁港（さんきょう - ）陸前高田市
- 根岬漁港（ねさき - ）陸前高田市
- 大陽漁港（おおよう - ）陸前高田市
- 矢の浦漁港（やのうら - ）陸前高田市
- 両替漁港（りょうがえ - ）陸前高田市
- 脇之沢漁港（わきのさわ - ）陸前高田市
- 要谷漁港（ようがい - ）陸前高田市

### 第4種
- 島の越漁港（しまのこし - ）下閉伊郡田野畑村

## 宮城県
（全142港）

### 特定第3種（3港）
- 気仙沼漁港（けせんぬま - ）気仙沼市
- 塩釜漁港（しおがま - ）塩竈市
- 石巻漁港（いしのまき - ）石巻市

### 第3種
- 女川漁港（おながわ - ）牡鹿郡女川町
- 渡波漁港（わたのは - ）石巻市

### 第2種
- 小鯖漁港（こさば - ）気仙沼市
- 鮪立漁港（しびたち - ）気仙沼市
- 松岩漁港（まついわ - ）気仙沼市
- 波路上漁港（はじかみ - ）気仙沼市
- 浦の浜漁港（うらのはま - ）気仙沼市（大島）
- 日門漁港（ひかど - ）気仙沼市
- 泊(歌津)漁港（とまり（うたつ） - ）本吉郡南三陸町
- 伊里前漁港（いさとまえ - ）本吉郡南三陸町
- 志津川漁港（しづがわ - ）本吉郡南三陸町
- 波伝谷漁港（はでんや - ）本吉郡南三陸町

- 雄勝漁港（おがつ - ）石巻市
- 寄磯漁港（よりいそ - ）石巻市
- 網地漁港（あじ - ）石巻市（網地島）
- 福貴浦漁港（ふきうら - ）石巻市
- 狐崎漁港（きつねざき - ）石巻市
- 桃ノ浦漁港（もものうら - ）石巻市
- 仁斗田漁港（にとだ - ）石巻市（田代島）
- 磯崎漁港（いそざき - ）宮城郡松島町
- 桂島漁港（かつらしま - ）塩竈市（桂島）
- 閖上漁港（ゆりあげ - ）名取市
- 荒浜漁港（あらはま - ）亘理郡亘理町

### 第1種
- 大沢(唐桑)漁港（おおさわ（からくわ） - ）気仙沼市
- 館漁港（たて - ）気仙沼市
- 岩井沢漁港（いわいさわ - ）気仙沼市
- 載鈎漁港（のせかぎ - ）気仙沼市
- 小田浜漁港（こだはま - ）気仙沼市
- 只越漁港（ただこし - ）気仙沼市
- 金取漁港（かねとり - ）気仙沼市
- 石浜(唐桑)漁港（いしはま（からくわ） - ）気仙沼市
- 馬場(唐桑)漁港（ばば（からくわ） - ）気仙沼市
- 笹浜漁港（ささはま - ）気仙沼市
- 滝浜(唐桑)漁港（たきはま（からくわ） - ）気仙沼市
- 長浜漁港（ながはま - ）気仙沼市
- 津本漁港（つもと - ）気仙沼市
- 神止浜漁港（かどまりはま - ）気仙沼市
- 宿舞根漁港（しゅくもうね - ）気仙沼市
- 鶴ヶ浦漁港（つるがうら - ）気仙沼市
- 川原漁港（かわら - ）気仙沼市
- 杉ノ下漁港（すぎのした - ）気仙沼市
- 磯草漁港（いそくさ - ）気仙沼市（大島）
- 長崎漁港（ながさき - ）気仙沼市（大島）
- 横沼漁港（よこぬま - ）気仙沼市（大島）
- 駒形漁港（こまがた - ）気仙沼市（大島）
- 要害漁港（ようがい - ）気仙沼市（大島）
- 大谷漁港（おおや - ）気仙沼市
- 前浜漁港（まえはま - ）気仙沼市
- 赤牛漁港（あかうし - ）気仙沼市
- 大沢(津谷)漁港（おおさわ（つや） - ）気仙沼市
- 土台磯漁港（どだいいそ - ）気仙沼市
- 二十一浜漁港（にじゅういちはま - ）気仙沼市
- 今朝磯漁港（けさいそ - ）気仙沼市
- 蔵内漁港（くらうち - ）気仙沼市
- 港漁港（みなと - ）本吉郡南三陸町
- 田浦漁港（たのうら - ）本吉郡南三陸町
- 石浜(歌津)漁港（いしはま（うたつ） - ）本吉郡南三陸町
- ばなな漁港（ばなな - ）本吉郡南三陸町
- 稲淵漁港（いなぶち - ）本吉郡南三陸町
- 館浜漁港（たてはま - ）本吉郡南三陸町
- 寄木漁港（よりき - ）本吉郡南三陸町
- 韮浜漁港（にらのはま - ）本吉郡南三陸町
- 細浦漁港（ほそうら - ）本吉郡南三陸町
- 清水漁港（しず - ）本吉郡南三陸町
- 荒砥漁港（あらと - ）本吉郡南三陸町
- 平磯漁港（ひらいそ - ）本吉郡南三陸町
- 折立漁港（おりたて - ）本吉郡南三陸町
- 水戸辺漁港（みとべ - ）本吉郡南三陸町
- 津ノ宮漁港（つのみや - ）本吉郡南三陸町
- 滝浜(戸倉)漁港（たきはま（とくら） - ）本吉郡南三陸町
- 藤浜漁港（ふじはま - ）本吉郡南三陸町
- 長清水漁港（ながしず - ）本吉郡南三陸町
- 寺浜漁港（てらはま - ）本吉郡南三陸町
- 北上漁港（きたかみ - ）石巻市
- 白浜漁港（しらはま - ）石巻市
- 長面漁港（ながつら - ）石巻市
- 名振漁港（なぶり - ）石巻市
- 船越漁港（ふなこし - ）石巻市
- 荒漁港（あら - ）石巻市

- 大須漁港（おおす - ）石巻市
- 宇島漁港（うじま - ）石巻市
- 熊沢漁港（くまざわ - ）石巻市
- 羽坂漁港（はざか - ）石巻市
- 桑の浜漁港（くわのはま - ）石巻市
- 小島漁港（おじま - ）石巻市
- 明神漁港（みょうじん - ）石巻市
- 水浜分浜漁港（みずはまわけはま - ）石巻市
- 指ヶ浜漁港（さしがはま - ）牡鹿郡女川町
- 御前漁港（おんまえ - ）牡鹿郡女川町
- 尾浦漁港（おうら - ）牡鹿郡女川町
- 竹浦漁港（たけのうら - ）牡鹿郡女川町
- 桐ヶ崎漁港（きりがさき - ）牡鹿郡女川町
- 野々浜漁港（ののはま - ）牡鹿郡女川町
- 飯子浜漁港（いいごはま - ）牡鹿郡女川町
- 塚浜漁港（つかはま - ）牡鹿郡女川町
- 小屋取漁港（こやどり - ）牡鹿郡女川町
- 出島漁港（いずしま - ）牡鹿郡女川町（出島）
- 寺間漁港（てらま - ）牡鹿郡女川町（出島）
- 江島漁港（えのしま - ）牡鹿郡女川町（江島）
- 前網漁港（まえあみ - ）石巻市
- 鮫ノ浦(大原)漁港（さめのうら（おおはら） - ）石巻市
- 谷川漁港（やがわ - ）石巻市
- 泊(大原)漁港（とまり（おおはら） - ）石巻市
- 新山漁港（にいやま - ）石巻市
- 十八成浜漁港（くぐなりはま - ）石巻市
- 小淵漁港（こぶち - ）石巻市
- 給分漁港（きゅうぶん - ）石巻市
- 大原漁港（おおはら - ）石巻市
- 小網倉漁港（こあみくら - ）石巻市
- 池ノ浜漁港（いけのはま - ）石巻市（網地島）
- 長渡漁港（ふたわたし - ）石巻市（網地島）
- 竹ノ浜漁港（たけのはま - ）石巻市
- 牧ノ浜漁港（まきのはま - ）石巻市
- 侍浜漁港（さむらいはま - ）石巻市
- 月浦漁港（つきのうら - ）石巻市
- 蛤浜漁港（はまぐりはま - ）石巻市
- 折ノ浜漁港（おりのはま - ）石巻市
- 小竹漁港（こたけ - ）石巻市
- 大泊漁港（おおどまり - ）石巻市（田代島）
- 浜市漁港（はまいち - ）東松島市
- 野蒜漁港（のびる - ）東松島市
- 室浜漁港（むろはま - ）東松島市
- 大浜漁港（おおはま - ）東松島市
- 月浜漁港（つきはま - ）東松島市
- 里浜漁港（さとはま - ）東松島市
- 東名漁港（とうな - ）東松島市
- 古浦漁港（ふるうら - ）宮城郡松島町
- 名籠漁港（なごめ - ）宮城郡松島町
- 銭神漁港（ぜにがみ - ）宮城郡松島町
- 高城漁港（たかぎ - ）宮城郡松島町
- 浜田漁港（はまだ - ）宮城郡利府町
- 須賀漁港（すか - ）宮城郡利府町
- 野々島漁港（ののしま - ）塩竈市（野々島）
- 寒風沢漁港（さぶさわ - ）塩竈市（寒風沢島）
- 菖蒲田漁港（しょうぶた - ）宮城郡七ヶ浜町
- 松ヶ浜漁港（まつがはま - ）宮城郡七ヶ浜町
- 深沼漁港（ふかぬま - ）仙台市
- 磯浜漁港（いそはま - ）亘理郡山元町

### 第4種
- 鮎川漁港（あゆかわ - ）石巻市

## 秋田県
（全22港）

### 第3種
- 椿(船川港)漁港（つばき（ふなかわみなと） - ）男鹿市

### 第2種
- 岩館漁港（いわだて - ）山本郡八峰町
- 八森漁港（はちもり - ）山本郡八峰町
- 畠漁港（はたけ - ）男鹿市

- 平沢漁港（ひらさわ - ）にかほ市
- 金浦漁港（このうら - ）にかほ市
- 象潟漁港（きさかた - ）にかほ市

### 第1種
- 若美漁港（わかみ - ）男鹿市
- 加茂漁港（かも - ）男鹿市
- 門前漁港（もんぜん - ）男鹿市
- 脇本漁港（わきもと - ）男鹿市
- 船越漁港（ふなこし - ）男鹿市
- 五里合漁港（いりあい - ）男鹿市
- 湯之尻漁港（ゆのしり - ）男鹿市

- 潟上漁港（かたがみ - ）潟上市
- 道川漁港（みちかわ - ）由利本荘市
- 松ヶ崎漁港（まつがさき - ）由利本荘市
- 本荘漁港（ほんじょう - ）由利本荘市
- 西目漁港（にしめ - ）由利本荘市
- 小砂川漁港（こさがわ - ）にかほ市
- 八郎湖漁港（はちろうこ - ）南秋田郡八郎潟町

### 第4種
- 北浦漁港（きたうら - ）男鹿市

## 山形県
（全15港）

### 第2種
- 由良漁港（ゆら - ）鶴岡市
- 堅苔沢漁港（かたのりざわ - ）鶴岡市

### 第1種
- 女鹿漁港（めが - ）飽海郡遊佐町
- 吹浦漁港（ふくら - ）飽海郡遊佐町
- 油戸漁港（あぶらと - ）鶴岡市
- 三瀬漁港（さんぜ - ）鶴岡市
- 小波渡漁港（こばと - ）鶴岡市
- 鈴漁港（すず - ）鶴岡市

- 暮坪漁港（くれつぼ - ）鶴岡市
- 米子漁港（よなご - ）鶴岡市
- 温福漁港（おんぷく - ）鶴岡市
- 大岩川漁港（おおいわがわ - ）鶴岡市
- 小岩川漁港（こいわがわ - ）鶴岡市
- 早田漁港（わさだ - ）鶴岡市

### 第4種
- 飛島漁港（とびしま - ）酒田市（飛島）

## 福島県
（全10港）

### 第3種
- 松川浦漁港（まつかわうら - ）相馬市
- 請戸漁港（うけど - ）双葉郡浪江町

### 第2種
- 釣師浜漁港（つるしはま - ）相馬郡新地町
- 真野川漁港（まのがわ - ）南相馬市
- 久之浜漁港（ひさのはま - ）いわき市

- 四倉漁港（よつくら - ）いわき市
- 豊間漁港（とよま - ）いわき市
- 勿来漁港（なこそ - ）いわき市

### 第1種
- 富岡漁港（とみおか - ）双葉郡富岡町
- 小浜漁港（おばま - ）いわき市

## 茨城県
（全24港）

### 第3種
- 平潟漁港（ひらかた - ）北茨城市
- 大津漁港（おおつ - ）北茨城市
- 久慈漁港（くじ - ）日立市
- 那珂湊漁港（なかみなと - ）ひたちなか市、東茨城郡大洗町
- 波崎漁港（はさき - ）神栖市

### 第1種
- 日高漁港（ひだか - ）日立市
- 会瀬漁港（おうせ - ）日立市
- 水木漁港（みずき - ）日立市
- 磯崎漁港（いそざき - ）ひたちなか市
- 磯浜漁港（いそはま - ）東茨城郡大洗町
- 松川漁港（まつかわ - ）東茨城郡大洗町
- 白浜漁港（しらはま - ）行方市
- 麻生漁港（あそう - ）行方市
- 小高漁港（おだか - ）行方市
- 五町田漁港（ごちょうだ - ）行方市

- 荒宿漁港（あらじゅく - ）行方市
- 志戸崎漁港（しとざき - ）かすみがうら市
- 牛渡漁港（うしわた - ）かすみがうら市
- 沖宿漁港（おきじゅく - ）土浦市
- 木原漁港（きはら - ）稲敷郡美浦村
- 安中漁港（あんじゅう - ）稲敷郡美浦村
- 広浦漁港（ひろうら - ）東茨城郡茨城町
- 太田漁港（おおた - ）神栖市
- 手賀漁港（てが - ）行方市

## 千葉県
（全69港）

### 特定第3種（1港）
- 銚子漁港（ちょうし - ）銚子市

### 第3種
- 大原漁港（おおはら - ）いすみ市
- 勝浦漁港（かつうら - ）勝浦市
- 小湊漁港（こみなと - ）鴨川市
- 天津漁港（あまつ - ）鴨川市
- 鴨川漁港（かもがわ - ）鴨川市
- 千倉漁港（ちくら - ）南房総市
- 船形漁港（ふなかた - ）館山市

### 第2種
- 外川漁港（とがわ - ）銚子市
- 岩和田漁港（いわわだ - ）夷隅郡御宿町
- 勝浦東部漁港（かつうらとうぶ - ）勝浦市
- 松部漁港（まつべ - ）勝浦市
- 浜荻漁港（はまおぎ - ）鴨川市
- 浜波太漁港（はまなぶと - ）鴨川市

- 江見漁港（えみ - ）鴨川市
- 和田漁港（わだ - ）南房総市
- 富崎漁港（とみさき - ）館山市
- 勝山漁港（かつやま - ）安房郡鋸南町
- 保田漁港（ほた - ）安房郡鋸南町
- 富津漁港（ふっつ - ）富津市

### 第1種
- 飯岡漁港（いいおか - ）旭市
- 栗山川漁港（くりやまがわ - ）山武郡横芝光町
- 太東漁港（たいとう - ）いすみ市
- 岩船漁港（いわふね - ）いすみ市
- 御宿漁港（おんじゅく - ）夷隅郡御宿町
- 串浜漁港（くしはま - ）勝浦市
- 鵜原漁港（うばら - ）勝浦市
- 守谷漁港（もりや - ）勝浦市
- 浜行川漁港（はまなめがわ - ）勝浦市
- 大沢漁港（おおさわ - ）勝浦市
- 天面漁港（あまつら - ）鴨川市
- 太夫崎漁港（たゆうざき - ）鴨川市
- 白子漁港（しらこ - ）南房総市
- 忽戸漁港（こっと - ）南房総市
- 川口漁港（かわぐち - ）南房総市
- 平磯漁港（ひらいそ - ）南房総市
- 七浦漁港（ななうら - ）南房総市
- 白間津漁港（しらまづ - ）南房総市
- 大川漁港（おおかわ - ）南房総市
- 名倉漁港（なぐら - ）南房総市
- 野島漁港（のじま - ）南房総市
- 川下漁港（かわしも - ）南房総市
- 白浜西部漁港（しらはませいぶ - ）南房総市

- 伊戸漁港（いと - ）館山市
- 川名漁港（かわな - ）館山市
- 洲崎漁港（すのさき - ）館山市
- 栄の浦漁港（えいのうら - ）館山市
- 坂田漁港（ばんだ - ）館山市
- 波左間漁港（はざま - ）館山市
- 見物漁港（けんぶつ - ）館山市
- 下原漁港（しもばら - ）館山市
- 多田良漁港（ただら - ）南房総市
- 富浦漁港（とみうら - ）南房総市
- 南無谷漁港（なむや - ）南房総市
- 小浦漁港（こうら - ）南房総市
- 高崎漁港（たかさき - ）南房総市
- 岩井袋漁港（いわいぶくろ - ）安房郡鋸南町
- 金谷漁港（かなや - ）富津市
- 萩生漁港（はぎゅう - ）富津市
- 竹岡漁港（たけおか - ）富津市
- 佐貫漁港（さぬき - ）富津市
- 大貫漁港（おおぬき - ）富津市
- 小糸川漁港（こいとがわ - ）富津市、君津市
- 金田漁港（かねだ - ）木更津市
- 牛込漁港（うしごめ - ）木更津市
- 市川漁港（いちかわ - ）市川市
- 浦安漁港（うらやす - ）浦安市

### 第4種
- 片貝漁港（かたかい - ）山武郡九十九里町
- 乙浜漁港（おとはま - ）南房総市

## 東京都
（全23港）

### 第2種
- 坪田漁港（つぼた - ）三宅村（三宅島）

### 第1種
- 泉津漁港（せんず - ）大島町（大島）
- 差木地漁港（さしきじ - ）大島町
- 野増漁港（のまし - ）大島町
- 元町漁港（もとまち - ）大島町
- 岡田漁港（おかだ - ）大島町
- 羽伏漁港（はぶし - ）新島村（新島）
- 若郷漁港（わかごう - ）新島村（新島）
- 野伏漁港（のぶし - ）新島村（式根島）
- 小浜漁港（こはま - ）新島村（式根島）

- 大久保漁港（おおくぼ - ）三宅村（三宅島）
- 湯の浜漁港（ゆのはま - ）三宅村（三宅島）
- 伊ヶ谷漁港（いがや - ）三宅村（三宅島）
- 出鼻漁港（でばな - ）八丈町（八丈島）
- 洞輪沢漁港（ぼらわざわ - ）八丈町（八丈島）
- 中ノ郷漁港（なかのごう - ）八丈町（八丈島）
- ナツマド漁港（なつまど - ）八丈町（八丈島）

### 第4種
- 阿古漁港（あこ - ）三宅村（三宅島）
- 神湊漁港（かみなと - ）八丈町（八丈島）
- 八重根漁港（やえね - ）八丈町（八丈島）
- 三浦漁港（みうら - ）神津島村（神津島）
- 二見漁港（ふたみ - ）小笠原村（父島）
- 母島漁港（ははじま - ）小笠原村（母島）

## 神奈川県
（全25港）

### 特定第3種（1港）
- 三崎漁港（みさき - ）三浦市

### 第3種
- 小田原漁港（おだわら - ）小田原市

### 第2種
- 長井漁港（ながい - ）横須賀市
- 佐島漁港（さじま - ）横須賀市

- 間口漁港（まくち - ）三浦市
- 平塚漁港（ひらつか - ）平塚市

### 第1種
- 柴漁港（しば - ）横浜市
- 金沢漁港（かなざわ - ）横浜市
- 北下浦漁港（きたしたうら - ）横須賀市
- 秋谷漁港（あきや - ）横須賀市
- 久留和漁港（くるわ - ）横須賀市
- 金田漁港（かねだ - ）三浦市
- 毘沙門漁港（びしゃもん - ）三浦市
- 初声漁港（はつせ - ）三浦市
- 真名瀬漁港（しんなせ - ）三浦郡葉山町
- 小坪漁港（こつぼ - ）逗子市
- 腰越漁港（こしごえ - ）鎌倉市

- 片瀬漁港（かたせ - ）藤沢市
- 茅ヶ崎漁港（ちがさき - ）茅ヶ崎市
- 二宮漁港（にのみや - ）中郡二宮町
- 石橋漁港（いしばし - ）小田原市
- 米神漁港（こめかみ - ）小田原市
- 江之浦漁港（えのうら - ）小田原市
- 岩漁港（いわ - ）足柄下郡真鶴町
- 福浦漁港（ふくうら - ）足柄下郡湯河原町

## 新潟県
（全64港）

### 第3種
- 能生漁港（のう - ）糸魚川市
- 両津漁港（りょうつ - ）佐渡市（佐渡島）

### 第2種
- 寝屋漁港（ねや - ）村上市
- 間瀬漁港（まぜ - ）新潟市
- 出雲崎漁港（いずもざき - ）三島郡出雲崎町
- 名立漁港（なだち - ）上越市
- 筒石漁港（つついし - ）糸魚川市
- 浦本漁港（うらもと - ）糸魚川市
- 市振漁港（いちぶり - ）糸魚川市

- 高千漁港（たかち - ）佐渡市（佐渡島）
- 稲鯨漁港（いなくじら - ）佐渡市（佐渡島）
- 小木漁港（おぎ - ）佐渡市（佐渡島）
- 水津漁港（すいづ - ）佐渡市（佐渡島）
- 白瀬漁港（しろせ - ）佐渡市（佐渡島）
- 姫津漁港（ひめづ - ）佐渡市（佐渡島）

### 第1種
- 中浜漁港（なかはま - ）村上市
- 府屋漁港（ふや - ）村上市
- 脇川漁港（わきがわ - ）村上市
- 桑川漁港（くわがわ - ）村上市
- 荒川漁港（あらかわ - ）村上市
- 釜谷漁港（かまや - ）岩船郡粟島浦村（粟島）
- 松塚漁港（まつづか - ）新発田市
- 松浜漁港（まつはま - ）新潟市
- 新川漁港（しんかわ - ）新潟市
- 巻漁港（まき - ）新潟市
- 石地漁港（いしじ - ）柏崎市
- 高浜漁港（たかはま - ）柏崎市
- 荒浜漁港（あらはま - ）柏崎市
- 鯨波漁港（くじらなみ - ）柏崎市
- 笠島漁港（かさしま - ）柏崎市
- 上越市柿崎漁港（じょうえつしかきざき - ）上越市
- 上越市大潟漁港（じょうえつしおおがた - ）上越市
- 有間川漁港（ありまがわ - ）上越市
- 鬼舞漁港（きぶ - ）糸魚川市
- 大和川漁港（やまとがわ - ）糸魚川市
- 親不知漁港（おやしらず - ）糸魚川市

- 関漁港（せき - ）佐渡市（佐渡島）
- 片辺漁港（かたべ - ）佐渡市（佐渡島）
- 北狄漁港（きたえびす - ）佐渡市（佐渡島）
- 相川漁港（あいかわ - ）佐渡市（佐渡島）
- 高瀬漁港（たこせ - ）佐渡市（佐渡島）
- 沢根漁港（さわね - ）佐渡市（佐渡島）
- 真野漁港（まの - ）佐渡市（佐渡島）
- 大立漁港（おおだつ - ）佐渡市（佐渡島）
- 西三川漁港（にしみかわ - ）佐渡市（佐渡島）
- 亀脇漁港（かめわき - ）佐渡市（佐渡島）
- 江積漁港（えっつみ - ）佐渡市（佐渡島）
- 内岬漁港（うちみさき - ）佐渡市（佐渡島）
- 羽茂漁港（はもち - ）佐渡市（佐渡島）
- 上浦漁港（かみうら - ）佐渡市（佐渡島）
- 赤泊漁港（あかどまり - ）佐渡市（佐渡島）
- 多田漁港（おおだ - ）佐渡市（佐渡島）
- 豊岡漁港（とよおか - ）佐渡市（佐渡島）
- 大川漁港（おおがわ - ）佐渡市（佐渡島）
- 入桑漁港（いりくわ - ）佐渡市（佐渡島）
- 椎泊漁港（しいどまり - ）佐渡市（佐渡島）
- 羽吉漁港（はよし - ）佐渡市（佐渡島）
- 和木漁港（わき - ）佐渡市（佐渡島）
- 浦川漁港（うらがわ - ）佐渡市（佐渡島）
- 黒姫漁港（くろひめ - ）佐渡市（佐渡島）
- 北小浦漁港（きたこうら - ）佐渡市（佐渡島）
- 真更川漁港（まさらがわ - ）佐渡市（佐渡島）

### 第4種
- 粟島漁港（あわしま - ）岩船郡粟島浦村（粟島）
- 鷲崎漁港（わしざき - ）佐渡市（佐渡島）

## 富山県
（全16港）

### 第3種
- 新湊漁港（しんみなと - ）射水市
- 氷見漁港（ひみ - ）氷見市

### 第2種
- 黒部漁港（くろべ - ）黒部市
- 経田漁港（きょうでん - ）魚津市

- 滑川漁港（なめりかわ - ）滑川市
- 水橋漁港（みずはし - ）富山市

### 第1種
- 宮崎漁港（みやざき - ）下新川郡朝日町
- 入善漁港（にゅうぜん - ）下新川郡入善町
- 石田漁港（いしだ - ）黒部市
- 高月漁港（たかつき - ）滑川市
- 四方漁港（よかた - ）富山市

- 阿尾漁港（あお - ）氷見市
- 薮田漁港（やぶた - ）氷見市
- 宇波漁港（うなみ - ）氷見市
- 大境漁港（おおざかい - ）氷見市
- 女良漁港（めら - ）氷見市

## 石川県
（全69港）

### 第3種
- 蛸島漁港（たこじま - ）珠洲市
- 橋立漁港（はしだて - ）加賀市

### 第2種
- 庵漁港（いおり - ）七尾市
- 下佐々波漁港（しもさざなみ - ）七尾市
- 石崎漁港（いしざき - ）七尾市
- 鰀目漁港（えのめ - ）七尾市

- 高倉漁港（たかくら - ）鳳珠郡能登町
- 松波漁港（まつなみ - ）鳳珠郡能登町
- 鵜飼漁港（うかい - ）珠洲市
- 名舟漁港（なふね - ）輪島市
- 鹿磯漁港（かいそ - ）輪島市

### 第1種
- 東浜漁港（とうのはま - ）七尾市
- 黒崎漁港（くろさき - ）七尾市
- 上佐々波漁港（かみさざなみ - ）七尾市
- 百海漁港（どうみ - ）七尾市
- 江泊漁港（えのとまり - ）七尾市
- 鵜浦漁港（うのうら - ）七尾市
- 三室漁港（みむろ - ）七尾市
- 野崎漁港（のざき - ）七尾市
- 祖母ヶ浦漁港（ばがうら - ）七尾市
- 向田漁港（こうだ - ）七尾市
- 曲漁港（まがり - ）七尾市
- 三ヶ浦漁港（さんがうら - ）七尾市
- 中島漁港（なかじま - ）七尾市
- 新崎漁港（にんざき - ）鳳珠郡穴水町
- 岩車漁港（いわぐるま - ）鳳珠郡穴水町
- 鹿波漁港（かなみ - ）鳳珠郡穴水町
- 曾良漁港（そら - ）鳳珠郡穴水町
- 甲漁港（かぶと - ）鳳珠郡穴水町
- 沖波漁港（おきなみ - ）鳳珠郡穴水町
- 前波漁港（まえなみ - ）鳳珠郡穴水町
- 宇加川漁港（うかがわ - ）鳳珠郡穴水町
- 古君漁港（ふるきみ - ）鳳珠郡穴水町
- 鵜川漁港（うかわ - ）鳳珠郡能登町
- 七見漁港（しちみ - ）鳳珠郡能登町
- 矢波漁港（やなみ - ）鳳珠郡能登町
- 波並漁港（はなみ - ）鳳珠郡能登町
- 藤波漁港（ふじなみ - ）鳳珠郡能登町
- 羽根漁港（はね - ）鳳珠郡能登町

- 小浦漁港（おうら - ）鳳珠郡能登町
- 白丸漁港（しろまる - ）鳳珠郡能登町
- 比那漁港（びな - ）鳳珠郡能登町
- 小泊漁港（こどまり - ）珠洲市
- 寺家漁港（じけ - ）珠洲市
- 長橋漁港（ながはし - ）珠洲市
- 真浦漁港（まうら - ）珠洲市
- 曾々木漁港（そそぎ - ）輪島市
- 光浦漁港（ひかりうら - ）輪島市
- 鵜入漁港（うにゅう - ）輪島市
- 大沢漁港（おおざわ - ）輪島市
- 皆月漁港（みなづき - ）輪島市
- 深見漁港（ふかみ - ）輪島市
- 黒島漁港（くろしま - ）輪島市
- 赤神漁港（あかかみ - ）輪島市
- 剱地漁港（つるぎじ - ）輪島市
- 赤崎漁港（あかさき - ）羽咋郡志賀町
- 領家漁港（りょうけ - ）羽咋郡志賀町
- 七海漁港（しつみ - ）羽咋郡志賀町
- 赤住漁港（あかすみ - ）羽咋郡志賀町
- 安部屋漁港（あぶや - ）羽咋郡志賀町
- 高浜漁港（たかはま - ）羽咋郡志賀町
- 大島漁港（おしま - ）羽咋郡志賀町
- 柴垣漁港（しばがき - ）羽咋市
- 羽咋漁港（はくい - ）羽咋市
- 美川漁港（みかわ - ）白山市
- 安宅漁港（あたか - ）小松市

### 第4種
- 狼煙漁港（のろし - ）珠洲市
- 舳倉島漁港（へぐらじま - ）輪島市（舳倉島）

- 富来漁港（とぎ - ）羽咋郡志賀町

## 福井県
（全45港）

### 第3種
- 小浜漁港（おばま - ）小浜市

### 第2種
- 鷹巣漁港（たかす - ）福井市
- 白浜(国見)漁港（しらはま（くにみ） - ）福井市
- 茱崎漁港（ぐみざき - ）福井市
- 甲楽城漁港（かぶらき - ）南条郡南越前町

- 早瀬漁港（はやせ - ）三方郡美浜町
- 日向漁港（ひるが - ）三方郡美浜町
- 大島漁港（おおしま - ）大飯郡おおい町
- 高浜漁港（たかはま - ）大飯郡高浜町

### 第1種
- 浜坂漁港（はまさか - ）あわら市
- 梶漁港（かじ - ）坂井市
- 崎漁港（さき - ）坂井市
- 安島漁港（あんとう - ）坂井市
- 長橋漁港（ながはし - ）福井市
- 菅生漁港（すごう - ）福井市
- 鮎川漁港（あゆかわ - ）福井市
- 大丹生漁港（おにゅう - ）福井市
- 大味漁港（おおみ - ）福井市
- 居倉漁港（いくら - ）福井市
- 左右漁港（そう - ）丹生郡越前町
- 玉川漁港（たまがわ - ）丹生郡越前町
- 茂原漁港（もはら - ）丹生郡越前町
- 白浜(城崎)漁港（しらはま（しろさき） - ）丹生郡越前町
- 米の浦漁港（こめのうら - ）丹生郡越前町
- 糠漁港（ぬか - ）南条郡南越前町
- 河野漁港（こうの - ）南条郡南越前町

- 浦底漁港（うらそこ - ）敦賀市
- 立石漁港（たていし - ）敦賀市
- 白木漁港（しらき - ）敦賀市
- 丹生漁港（にゅう - ）三方郡美浜町
- 菅浜漁港（すがはま - ）三方郡美浜町
- 坂尻漁港（さかじり - ）三方郡美浜町
- 常神漁港（つねかみ - ）三方上中郡若狭町
- 神子漁港（みこ - ）三方上中郡若狭町
- 小川漁港（おがわ - ）三方上中郡若狭町
- 塩坂越漁港（しゃくし - ）三方上中郡若狭町
- 世久見漁港（せくみ - ）三方上中郡若狭町
- 田烏漁港（たがらす - ）小浜市
- 内外海漁港（うちとみ - ）小浜市
- 本郷漁港（ほんごう - ）大飯郡おおい町
- 犬見漁港（いぬみ - ）大飯郡おおい町
- 小黒飯漁港（おぐるい - ）大飯郡高浜町
- 音海漁港（おとみ - ）大飯郡高浜町
- 上瀬漁港（うわせ - ）大飯郡高浜町

### 第4種
- 越前漁港（えちぜん - ）丹生郡越前町

## 静岡県
（全49港）

### 特定第3種（1港）
- 焼津漁港（やいづ - ）焼津市

### 第3種
- 網代漁港（あじろ - ）熱海市
- 用宗漁港（もちむね - ）静岡市
- 舞阪漁港（まいさか - ）浜松市

### 第2種
- 宇佐美漁港（うさみ - ）伊東市
- 稲取漁港（いなとり - ）賀茂郡東伊豆町
- 田子漁港（たご - ）賀茂郡西伊豆町
- 安良里漁港（あらり - ）賀茂郡西伊豆町
- 戸田漁港（へだ - ）沼津市
- 内浦漁港（うちうら - ）沼津市
- 静浦漁港（しずうら - ）沼津市
- 由比漁港（ゆい - ）静岡市
- 吉田漁港（よしだ - ）榛原郡吉田町

### 第1種
- 初島漁港（はつしま - ）熱海市（初島）
- 富戸漁港（ふと - ）伊東市
- 八幡野漁港（やわたの - ）伊東市
- 赤沢漁港（あかざわ - ）伊東市
- 大川漁港（おおかわ - ）賀茂郡東伊豆町
- 北川漁港（ほっかわ - ）賀茂郡東伊豆町
- 片瀬漁港（かたせ - ）賀茂郡東伊豆町
- 白田漁港（しらた - ）賀茂郡東伊豆町
- 下河津漁港（しもかわづ - ）賀茂郡河津町
- 白浜漁港（しらはま - ）下田市
- 外浦漁港（そとうら - ）下田市
- 須崎漁港（すざき - ）下田市
- 吉佐美漁港（きさみ - ）下田市
- 田牛漁港（とうじ - ）下田市
- 小稲漁港（こいな - ）賀茂郡南伊豆町
- 下流漁港（したる - ）賀茂郡南伊豆町
- 大瀬漁港（おおせ - ）賀茂郡南伊豆町
- 石廊崎漁港（いろうざき - ）賀茂郡南伊豆町
- 三坂漁港（みさか - ）賀茂郡南伊豆町
- 伊浜漁港（いはま - ）賀茂郡南伊豆町
- 雲見漁港（くもみ - ）賀茂郡松崎町
- 石部漁港（いしぶ - ）賀茂郡松崎町
- 岩地漁港（いわち - ）賀茂郡松崎町
- 仁科漁港（にしな - ）賀茂郡西伊豆町
- 小下田漁港（こしもだ - ）伊豆市
- 八木沢漁港（やぎさわ - ）伊豆市
- 井田漁港（いた - ）沼津市
- 西浦漁港（にしうら - ）沼津市
- 蒲原漁港（かんばら - ）静岡市
- 西倉沢漁港（にしくらさわ - ）静岡市
- 地頭方漁港（じとうがた - ）牧之原市
- 村櫛漁港（むらくし - ）浜松市
- 入出漁港（いりで - ）湖西市
- 鷲津漁港（わしづ - ）湖西市

### 第4種
- 妻良漁港（めら - ）賀茂郡南伊豆町
- 福田漁港（ふくで - ）磐田市、袋井市

かつて第1種漁港だった興津漁港（静岡市清水区）は埋立のため廃止された。

## 愛知県
（全34港）

### 第3種
- 三谷漁港（みや - ）蒲郡市
- 形原漁港（かたはら - ）蒲郡市

- 豊浜漁港（とよはま - ）知多郡南知多町

### 第2種
- 福江漁港（ふくえ - ）田原市
- 知柄漁港（ちがら - ）蒲郡市
- 西幡豆漁港（にしはず - ）西尾市
- 佐久島漁港（さくしま - ）西尾市（佐久島）
- 一色漁港（いっしき - ）西尾市
- 栄生漁港（えいせい - ）西尾市
- 大浜漁港（おおはま - ）碧南市

- 大井漁港（おおい - ）知多郡南知多町
- 日間賀漁港（ひまか - ）知多郡南知多町（日間賀島）
- 篠島漁港（しのじま - ）知多郡南知多町（篠島）
- 師崎漁港（もろざき - ）知多郡南知多町
- 苅屋漁港（かりや - ）常滑市
- 鬼崎漁港（おにざき - ）常滑市

### 第1種
- 二川漁港（ふたがわ - ）豊橋市
- 高豊漁港（たかとよ - ）豊橋市
- 伊川津漁港（いかわづ - ）田原市
- 姫島漁港（ひめじま - ）田原市
- 宇津江漁港（うづえ - ）田原市
- 御馬漁港（おんま - ）豊川市
- 宮崎漁港（みやざき - ）西尾市
- 衣崎漁港（ころもざき - ）西尾市
- 味沢漁港（あじさわ - ）西尾市

- 寺津漁港（てらづ - ）西尾市
- 蜆川漁港（しじみがわ - ）碧南市
- 河和漁港（こうわ - ）知多郡美浜町
- 豊丘漁港（とよおか - ）知多郡南知多町
- 山海漁港（やまみ - ）知多郡南知多町
- 上野間漁港（かみのま - ）知多郡美浜町
- 小鈴谷漁港（こすがや - ）常滑市
- 大野漁港（おおの - ）常滑市

### 第4種
- 赤羽根漁港（あかばね - ）田原市

## 三重県
（全73港）

### 第3種
- 安乗漁港（あのり - ）志摩市
- 波切漁港（なきり - ）志摩市
- 錦漁港（にしき - ）度会郡大紀町

### 第2種
- 磯津漁港（いそづ - ）四日市市
- 鈴鹿漁港（すずか - ）鈴鹿市
- 白子漁港（しろこ - ）鈴鹿市
- 猟師漁港（りょうし - ）松阪市
- 大淀漁港（おいづ - ）伊勢市、多気郡明和町
- 豊北漁港（とよきた - ）伊勢市
- 答志漁港（とうし - ）鳥羽市（答志島）
- 桃取漁港（ももとり - ）鳥羽市（答志島）
- 菅島漁港（すがしま - ）鳥羽市（菅島）
- 神島漁港（かみしま - ）鳥羽市（神島）
- 深谷漁港（ふかや - ）志摩市
- 御座漁港（ござ - ）志摩市

- 宿田曾漁港（しゅくたそ - ）度会郡南伊勢町
- 相賀浦漁港（おおかうら - ）度会郡南伊勢町
- 阿曾浦漁港（あそうら - ）度会郡南伊勢町
- 贄浦漁港（にえうら - ）度会郡南伊勢町
- 奈屋浦漁港（なやうら - ）度会郡南伊勢町
- 古和浦漁港（こわうら - ）度会郡南伊勢町
- 島勝漁港（しまかつ - ）北牟婁郡紀北町
- 須賀利漁港（すがり - ）尾鷲市
- 九木漁港（くき - ）尾鷲市
- 古江漁港（ふるえ - ）尾鷲市
- 遊木漁港（ゆき - ）熊野市

### 第1種
- 伊曾島漁港（いそじま - ）桑名市
- 川越漁港（かわごえ - ）三重郡川越町
- 楠漁港（くす - ）四日市市
- 若松漁港（わかまつ - ）鈴鹿市
- 河芸漁港（かわげ - ）津市
- 白塚漁港（しらつか - ）津市
- 香良洲漁港（からす - ）津市
- 松ヶ崎漁港（まつがさき - ）松阪市
- 下御糸漁港（しもみいと - ）多気郡明和町
- 村松漁港（むらまつ - ）伊勢市
- 江漁港（え - ）伊勢市
- 松下漁港（まつした - ）伊勢市
- 小浜漁港（おはま - ）鳥羽市
- 安楽島漁港（あらしま - ）鳥羽市
- 本浦漁港（もとうら - ）鳥羽市
- 石鏡漁港（いじか - ）鳥羽市
- 国崎漁港（くざき - ）鳥羽市
- 相差漁港（おうさつ - ）鳥羽市
- 和具(答志)漁港（わぐ（とうし） - ）鳥羽市（答志島）
- 舟越漁港（ふなこし - ）鳥羽市（答志島）
- 坂手漁港（さかて - ）鳥羽市（坂手島）

- 国府漁港（こう - ）志摩市
- 甲賀漁港（こうか - ）志摩市
- 神明漁港（しんめい - ）志摩市
- 名田漁港（なた - ）志摩市
- 片田漁港（かただ - ）志摩市
- 間崎漁港（まさき - ）志摩市（間崎島）
- 越賀漁港（こしか - ）志摩市
- 迫間浦漁港（はさまうら - ）度会郡南伊勢町
- 礫浦漁港（さざらうら - ）度会郡南伊勢町
- 慥柄漁港（たしから - ）度会郡南伊勢町
- 方座浦漁港（ほうざうら - ）度会郡南伊勢町
- 海野浦漁港（かいのうら - ）北牟婁郡紀北町
- 三浦漁港（みうら - ）北牟婁郡紀北町
- 矢口漁港（やぐち - ）北牟婁郡紀北町
- 白浦漁港（しろうら - ）北牟婁郡紀北町
- 大曽根浦漁港（おおそねうら - ）尾鷲市
- 行野浦漁港（ゆくのうら - ）尾鷲市
- 早田漁港（はいだ - ）尾鷲市
- 曽根漁港（そね - ）尾鷲市
- 梶賀漁港（かじか - ）尾鷲市
- 甫母漁港（ほぼ - ）熊野市
- 新鹿漁港（あたしか - ）熊野市
- 磯崎漁港（いそざき - ）熊野市

### 第4種
- 和具(和具)漁港（わぐ（わぐ） - ）志摩市
- 五ヶ所湾漁港（ごかしょわん - ）度会郡南伊勢町
- 三木浦漁港（みきうら - ）尾鷲市

## 滋賀県
（全20港）

### 第1種
- 堅田漁港（かたた - ）大津市
- 和邇漁港（わに - ）大津市
- 北小松漁港（きたこまつ - ）大津市
- 大溝漁港（おおみぞ - ）高島市
- 北舟木漁港（きたふなき - ）高島市
- 今津漁港（いまづ - ）高島市
- 浜分漁港（はまぶん - ）高島市
- 知内漁港（ちない - ）高島市
- 海津漁港（かいづ - ）高島市
- 大浦漁港（おおうら - ）長浜市

- 尾上漁港（おのえ - ）長浜市
- 南浜漁港（みなみはま - ）長浜市
- 磯漁港（いそ - ）米原市
- 宇曽川漁港（うそがわ - ）彦根市
- 柳川漁港（やながわ - ）彦根市
- 沖之島漁港（おきのしま - ）近江八幡市（沖島）
- 菖蒲漁港（あやめ - ）野洲市
- 木浜漁港（このはま - ）守山市
- 志那漁港（しな - ）草津市
- 北山田漁港（きたやまだ - ）草津市

## 京都府
（全33港）

### 第3種
- 舞鶴漁港（まいづる - ）舞鶴市

### 第2種
- 田井(舞鶴)漁港（たい（まいづる） - ）舞鶴市
- 野原漁港（のはら - ）舞鶴市
- 竜宮浜漁港（りゅうぐうはま - ）舞鶴市
- 栗田漁港（くんだ - ）宮津市
- 養老漁港（ようろう - ）宮津市

- 伊根漁港（いね - ）与謝郡伊根町
- 新井漁港（にい - ）与謝郡伊根町
- 浦島漁港（うらしま - ）与謝郡伊根町
- 本庄漁港（ほんじょう - ）与謝郡伊根町
- 間人漁港（たいざ - ）京丹後市
- 浅茂川漁港（あさもがわ - ）京丹後市

### 第1種
- 水ヶ浦漁港（みずがうら - ）舞鶴市
- 成生漁港（なりゅう - ）舞鶴市
- 瀬崎漁港（せざき - ）舞鶴市
- 西大浦漁港（にしおおうら - ）舞鶴市
- 神崎漁港（かんざき - ）舞鶴市
- 由良漁港（ゆら - ）宮津市
- 島陰漁港（しまかげ - ）宮津市
- 田井(栗田)漁港（たい（くんだ） - ）宮津市
- 溝尻漁港（みぞしり - ）宮津市
- 泊漁港（とまり - ）与謝郡伊根町

- 袖志漁港（そでし - ）京丹後市
- 竹野漁港（たかの - ）京丹後市
- 小間漁港（こま - ）京丹後市
- 砂方漁港（すながた - ）京丹後市
- 三津漁港（みつ - ）京丹後市
- 遊漁港（あそび - ）京丹後市
- 磯漁港（いそ - ）京丹後市
- 浜詰漁港（はまづめ - ）京丹後市
- 蒲井漁港（かまい - ）京丹後市
- 旭漁港（あさひ - ）京丹後市

### 第4種
- 中浜漁港（なかはま - ）京丹後市

## 大阪府
（全13港）

### 第2種
- 岸和田漁港（きしわだ - ）岸和田市
- 佐野漁港（さの - ）泉佐野市

### 第1種
- 堺(出島)漁港（さかい（でじま） - ）堺市
- 石津漁港（いしづ - ）堺市
- 高石漁港（たかいし - ）高石市
- 田尻漁港（たじり - ）泉南郡田尻町
- 岡田漁港（おかだ - ）泉南市
- 樽井漁港（たるい - ）泉南市

- 西鳥取漁港（にしとっとり - ）阪南市
- 下荘漁港（しもしょう - ）阪南市
- 淡輪漁港（たんのわ - ）泉南郡岬町
- 深日漁港（ふけ - ）泉南郡岬町
- 小島漁港（こじま - ）泉南郡岬町

## 兵庫県
（全53港）

### 第3種
- 垂水漁港（たるみ - ）神戸市
- 香住漁港（かすみ - ）美方郡香美町
- 浜坂漁港（はまさか - ）美方郡新温泉町

### 第2種
- 林崎漁港（はやしざき - ）明石市
- 妻鹿漁港（めが - ）姫路市
- 室津漁港（むろつ - ）たつの市
- 家島漁港（いえしま - ）姫路市（家島） ※家島港とは別の扱い
- 坊勢漁港（ぼうぜ - ）姫路市（坊勢島）
- 諸寄漁港（もろよせ - ）美方郡新温泉町

- 仮屋漁港（かりや - ）淡路市
- 富島漁港（としま - ）淡路市
- 浅野漁港（あさの - ） 淡路市
- 育波漁港（いくは - ） 淡路市
- 尾崎漁港（おさき - ） 淡路市
- 丸山漁港（まるやま - ） 南あわじ市
- 灘漁港（なだ - ） 南あわじ市（沼島・灘）
- 沼島漁港（ぬしま - ） 南あわじ市（沼島・灘）

### 第1種
- 塩屋漁港（しおや - ）神戸市
- 舞子漁港（まいこ - ）神戸市
- 松江漁港（まつえ - ）明石市
- 藤江漁港（ふじえ - ）明石市
- 魚住漁港（うおずみ - ）明石市
- 古宮漁港（こみや - ）加古郡播磨町
- 阿閇漁港（あえ - ）加古郡播磨町
- 岩見漁港（いわみ - ）たつの市
- 坂越漁港（さこし - ）赤穂市
- 福浦漁港（ふくうら - ）赤穂市
- 田結漁港（たい - ）豊岡市
- 田久日漁港（たくい - ）豊岡市
- 宇日漁港（うい - ）豊岡市
- 切浜漁港（きりはま - ）豊岡市
- 須井漁港（すい - ）豊岡市
- 相谷漁港（あいたに - ）美方郡香美町
- 鎧漁港（よろい - ）美方郡香美町
- 余部漁港（あまるべ - ）美方郡香美町
- 御崎漁港（みさき - ）美方郡香美町
- 三尾漁港（みお - ）美方郡新温泉町
- 釜屋漁港（かまや - ）美方郡新温泉町
- 居組漁港（いぐみ - ）美方郡新温泉町

- 炬口漁港（たけのくち - ） 洲本市
- 生穂漁港（いくほ - ）淡路市
- 釜口漁港（かまぐち - ）淡路市
- 岩屋漁港（いわや - ）淡路市 ※岩屋港とは別の扱い
- 野島漁港（のじま - ）淡路市
- 桃川漁港（ももかわ - ）淡路市
- 船瀬漁港（ふなせ - ）洲本市
- 鳥飼漁港（とりかい - ）洲本市
- 阿那賀漁港（あなが - ）南あわじ市
- 伊毘漁港（いび - ）南あわじ市
- 仁頃漁港（にごろ - ）南あわじ市（沼島・灘）
- 地野漁港（ちの - ）南あわじ市（沼島・灘）
- 吉野漁港（よしの - ）南あわじ市（沼島・灘）
- 黒岩漁港（くろいわ - ）南あわじ市（沼島・灘）

## 和歌山県
（全95港）

### 第3種
- 和歌浦漁港（わかうら - ）和歌山市
- 田辺漁港（たなべ - ）田辺市
- 串本漁港（くしもと - ）東牟婁郡串本町
- 勝浦漁港（かつうら - ）東牟婁郡那智勝浦町

### 第2種
- 雑賀崎漁港（さいかざき - ）和歌山市
- 箕島漁港（みのしま - ）有田市
- 衣奈漁港（えな - ）日高郡由良町
- 塩屋漁港（しおや - ）御坊市
- 印南漁港（いなみ - ）日高郡印南町
- 堺漁港（さかい - ）日高郡みなべ町

- 周参見漁港（すさみ - ）西牟婁郡すさみ町
- 大島漁港（おおしま - ）東牟婁郡串本町
- 動鳴気漁港（どめき - ）東牟婁郡串本町
- 太地漁港（たいじ - ）東牟婁郡太地町
- 三輪崎漁港（みわさき - ）新宮市

### 第1種
- 田ノ浦漁港（たのうら - ）和歌山市
- 塩津漁港（しおつ - ）海南市
- 戸坂漁港（とさか - ）海南市
- 初島漁港（はつしま - ）有田市
- 矢櫃漁港（やびつ - ）有田市
- 逢井漁港（おうい - ）有田市
- 千田漁港（ちだ - ）有田市
- 田村漁港（たむら - ）有田郡湯浅町
- 栖原漁港（すはら - ）有田郡湯浅町
- 唐尾漁港（からお - ）有田郡広川町
- 鈴子漁港（すずこ - ）有田郡広川町
- 三尾川漁港（みおがわ - ）日高郡由良町
- 戸津井漁港（とつい - ）日高郡由良町
- 小引漁港（こびき - ）日高郡由良町
- 大引漁港（おおびき - ）日高郡由良町
- 小浦漁港（おうら - ）日高郡日高町
- 津久野漁港（つくの - ）日高郡日高町
- 比井漁港（ひい - ）日高郡日高町
- 産湯漁港（うぶゆ - ）日高郡日高町
- 田杭漁港（たぐい - ）日高郡日高町
- 三尾漁港（みお - ）日高郡美浜町
- 本ノ脇漁港（もとのわき - ）日高郡美浜町
- 祓井戸漁港（はらいど - ）御坊市
- 野島漁港（のしま - ）御坊市
- 加尾漁港（かお - ）御坊市
- 上野漁港（うえの - ）御坊市
- 下楠井漁港（しもくすい - ）御坊市
- 津井漁港（つい - ）日高郡印南町
- 切目漁港（きりめ - ）日高郡印南町
- 島田漁港（しまだ - ）日高郡印南町
- 岩代漁港（いわしろ - ）日高郡みなべ町
- 大目津漁港（おおめづ - ）日高郡みなべ町
- 南部漁港（みなべ - ）日高郡みなべ町
- 芳養漁港（はや - ）田辺市
- 目良漁港（めら - ）田辺市
- 内の浦漁港（うちのうら - ）田辺市

- 堅田漁港（かただ - ）西牟婁郡白浜町
- 綱不知漁港（つなしらず - ）西牟婁郡白浜町
- 江津良漁港（えづら - ）西牟婁郡白浜町
- 瀬戸漁港（せと - ）西牟婁郡白浜町
- 湯崎漁港（ゆざき - ）西牟婁郡白浜町
- 鴨居漁港（かもい - ）西牟婁郡白浜町
- 安久川漁港（あくがわ - ）西牟婁郡白浜町
- 中漁港（なか - ）西牟婁郡白浜町
- 袋漁港（ふくろ - ）西牟婁郡白浜町
- 朝来帰漁港（あさらぎ - ）西牟婁郡白浜町
- 市江漁港（いちえ - ）西牟婁郡白浜町
- 笠甫漁港（かさほ - ）西牟婁郡白浜町
- 伊古木漁港（いこぎ - ）西牟婁郡白浜町
- 口和深漁港（くちわぶか - ）西牟婁郡すさみ町
- 見老津漁港（みろづ - ）西牟婁郡すさみ町
- 江須ノ川漁港（えすのかわ - ）西牟婁郡すさみ町
- 江住漁港（えすみ - ）西牟婁郡すさみ町
- 里野漁港（さとの - ）西牟婁郡すさみ町
- 舟波漁港（ふななみ - ）東牟婁郡串本町
- 安指漁港（あざし - ）東牟婁郡串本町
- 田子漁港（たこ - ）東牟婁郡串本町
- 江田漁港（えだ - ）東牟婁郡串本町
- 野凪漁港（のうなぎ - ）東牟婁郡串本町
- 田並漁港（たなみ - ）東牟婁郡串本町
- 須賀漁港（すか - ）東牟婁郡串本町
- 菖蒲谷漁港（しょばたに - ）東牟婁郡串本町
- 黒島漁港（くろしま - ）東牟婁郡串本町
- 船瀬漁港（ふなせ - ）東牟婁郡串本町
- 出雲漁港（いつも - ）東牟婁郡串本町
- 橋杭漁港（はしぐい - ）東牟婁郡串本町
- 樫野漁港（かしの - ）東牟婁郡串本町
- 阿野木漁港（あのき - ）東牟婁郡串本町
- 須江漁港（すえ - ）東牟婁郡串本町
- 白野漁港（しらの - ）東牟婁郡串本町
- 姫漁港（ひめ - ）東牟婁郡串本町
- 伊串漁港（いくし - ）東牟婁郡串本町
- 津荷漁港（つが - ）東牟婁郡串本町
- 下田原漁港（しもたはら - ）東牟婁郡串本町
- 小金島漁港（こがねじま - ）東牟婁郡那智勝浦町
- 那智漁港（なち - ）東牟婁郡那智勝浦町
- 宇久井漁港（うぐい - ）東牟婁郡那智勝浦町

### 第4種
- 阿尾漁港（あお - ）日高郡日高町
- 有田漁港（ありた - ）東牟婁郡串本町

## 鳥取県
（全18港）

### 特定第3種（1港）
- 境漁港（さかい - ）境港市

### 第3種
- 網代漁港（あじろ - ）岩美郡岩美町

### 第2種
- 泊漁港（とまり - ）東伯郡湯梨浜町
- 淀江漁港（よどえ - ）米子市

### 第1種
- 東漁港（ひがし - ）岩美郡岩美町
- 岩戸漁港（いわど - ）鳥取市
- 酒津漁港（さけのつ - ）鳥取市
- 船磯漁港（ふないそ - ）鳥取市
- 夏泊漁港（なつどまり - ）鳥取市
- 青谷漁港（あおや - ）鳥取市
- 長和瀬漁港（ながわせ - ）鳥取市

- 羽合漁港（はわい - ）東伯郡湯梨浜町
- 御崎漁港（みさき - ）西伯郡大山町
- 御来屋漁港（みくりや - ）西伯郡大山町
- 平田漁港（ひらた - ）西伯郡大山町
- 皆生漁港（かいけ - ）米子市
- 崎津漁港（さきつ - ）米子市
- 渡漁港（わたり - ）境港市

## 島根県
（全83港）

### 特定第3種（1港）
- 浜田漁港（はまだ - ）浜田市

### 第3種
- 恵曇漁港（えとも - ）松江市
- 大社漁港（たいしゃ - ）出雲市
- 西郷漁港（さいごう - ）隠岐郡隠岐の島町（島後）

### 第2種
- 美保関漁港（みほのせき - ）松江市
- 笠浦漁港（かさうら - ）松江市
- 瀬崎漁港（せざき - ）松江市
- 加賀漁港（かか - ）松江市
- 御津漁港（みつ - ）松江市
- 小伊津漁港（こいづ - ）出雲市
- 宇龍漁港（うりゅう - ）出雲市
- 和江漁港（わえ - ）大田市
- 仁万漁港（にま - ）大田市
- 温泉津漁港（ゆのつ - ）大田市

- 黒松漁港（くろまつ - ）江津市
- 唐鐘漁港（とうがね - ）浜田市
- 須津漁港（すづ - ）浜田市
- 大浜漁港（おおはま - ）益田市
- 飯浦漁港（いいのうら - ）益田市
- 今津漁港（いまづ - ）隠岐郡隠岐の島町（島後）
- 加茂漁港（かも - ）隠岐郡隠岐の島町（島後）
- 津戸漁港（つど - ）隠岐郡隠岐の島町（島後）
- 豊田漁港（とよだ - ）隠岐郡海士町（中ノ島）
- 崎漁港（さき - ）隠岐郡海士町（中ノ島）
- 知夫漁港（ちぶ - ）隠岐郡知夫村（知夫里島）

### 第1種
- 雲津漁港（くもづ - ）松江市
- 片江漁港（かたえ - ）松江市
- 稲積漁港（いなづみ - ）松江市
- 野井漁港（のい - ）松江市
- 沖泊漁港（おきどまり - ）松江市
- 多古漁港（たこ - ）松江市
- 野波漁港（のなみ - ）松江市
- 大芦漁港（おわし - ）松江市
- 馬渡漁港（まわたし - ）松江市
- 本庄漁港（ほんじょう - ）松江市
- 魚瀬漁港（おのぜ - ）松江市
- 平田宍道湖漁港（ひらたしんじこ - ）出雲市
- 地合漁港（ちごう - ）出雲市
- 唯浦漁港（ただうら - ）出雲市
- 塩津漁港（しおつ - ）出雲市
- 釜浦漁港（かまうら - ）出雲市
- 猪目漁港（いのめ - ）出雲市
- 鵜峠漁港（うど - ）出雲市
- 鷺浦漁港（さぎうら - ）出雲市
- 湖陵漁港（こりょう）出雲市
- 小田漁港（おだ - ）出雲市
- 波根東漁港（はねひがし - ）大田市
- 柳瀬漁港（やなぜ - ）大田市
- 鳥井漁港（とりい - ）大田市
- 友漁港（とも - ）大田市
- 湯里漁港（ゆさと - ）大田市
- 日祖漁港（ひそ - ）大田市
- 湯戸漁港（ゆと - ）大田市
- 今浦(福浦)漁港（いまうら（ふくうら） - ）大田市

- 浅利漁港（あさり - ）江津市
- 波子漁港（はし - ）江津市
- 津摩漁港（つま - ）浜田市
- 折居漁港（おりい - ）浜田市
- 今浦(大麻)漁港（いまうら（たいま） - ）浜田市
- 福浦漁港（ふくうら - ）浜田市
- 古湊漁港（ふるみなと - ）浜田市
- 土田漁港（つちだ - ）益田市
- 木部漁港（きべ - ）益田市
- 津田漁港（つだ - ）益田市
- 小浜漁港（こはま - ）益田市
- 布施漁港（ふせ - ）隠岐郡隠岐の島町（島後）
- 大久漁港（おおく - ）隠岐郡隠岐の島町（島後）
- 犬来漁港（いぬぐ - ）隠岐郡隠岐の島町（島後）
- 箕浦漁港（みのうら - ）隠岐郡隠岐の島町（島後）
- 蛸木漁港（たくぎ - ）隠岐郡隠岐の島町（島後）
- 都万漁港（つま - ）隠岐郡隠岐の島町（島後）
- 那久漁港（なぐ - ）隠岐郡隠岐の島町（島後）
- 油井漁港（ゆい - ）隠岐郡隠岐の島町（島後）
- 久見漁港（くみ - ）隠岐郡隠岐の島町（島後）
- 菱浦漁港（ひしうら - ）隠岐郡海士町（中ノ島）
- 宇受賀漁港（うづか - ）隠岐郡海士町（中ノ島）
- 高石漁港（たけし - ）隠岐郡海士町（中ノ島）
- 多井漁港（おおい - ）隠岐郡海士町（中ノ島）
- 珍崎漁港（ちんざき - ）隠岐郡西ノ島町（西ノ島）
- 三度漁港（みたべ - ）隠岐郡西ノ島町（西ノ島）

### 第4種
- 十六島漁港（うっぷるい - ）出雲市
- 中村漁港（なかむら - ）隠岐郡隠岐の島町（島後）
- 浦郷漁港（うらごう - ）隠岐郡西ノ島町（西ノ島）

## 岡山県
（全26港）

### 第2種
- 穂浪漁港（ほなみ - ）備前市
- 虫明漁港（むしあけ - ）瀬戸内市
- 朝日漁港（あさひ - ）瀬戸内市、岡山市
- 久々井漁港（くぐい - ）岡山市
- 大畠漁港（おばたけ - ）倉敷市

- 下津井漁港（しもつい - ）倉敷市
- 沙美漁港（さみ - ）倉敷市
- 寄島漁港（よりしま - ）倉敷市、浅口市
- 白石島漁港（しらいしじま - ）笠岡市（白石島）
- 真鍋島漁港（まなべしま - ）笠岡市（真鍋島）

### 第1種
- 頭島漁港（かしらじま - ）備前市（頭島）
- 大多府漁港（おおたふ - ）備前市（大多府島）
- 西脇漁港（にしわき - ）瀬戸内市
- 阿津漁港（あつ - ）岡山市
- 北浦漁港（きたうら - ）岡山市
- 郡漁港（こおり - ）岡山市
- 八浜漁港（はちはま - ）玉野市
- 通生漁港（かよう - ）倉敷市
- 呼松漁港（よびまつ - ）倉敷市

- 勇崎漁港（ゆうざき - ）倉敷市
- 小原漁港（こばら - ）倉敷市
- 正頭漁港（しょうとう - ）笠岡市
- 横江漁港（よこえ - ）笠岡市
- 高島漁港（たかしま - ）笠岡市（高島）
- 金風呂漁港（かなぶろ - ）笠岡市（北木島）
- 湛江漁港（たたえ - ）笠岡市（六島）

## 広島県
（全46港）

### 第3種
- 草津漁港（くさつ - ）広島市

### 第2種
- 阿多田漁港（あたた - ）大竹市（阿多田島・猪子島）
- 玖波漁港（くば - ）大竹市
- 塩屋漁港（しおや - ）廿日市市
- 地御前漁港（じごぜん - ）廿日市市
- 美能漁港（みのう - ）江田島市
- 畑漁港（はた - ）江田島市
- 深江漁港（ふかえ - ）江田島市
- 柿浦漁港（かきうら - ）江田島市
- 音戸漁港（おんど - ）呉市

- 倉橋漁港（くらはし - ）呉市
- 安浦漁港（やすうら - ）呉市
- 沖浦漁港（おきうら - ）豊田郡大崎上島町（大崎上島）
- 豊島漁港（とよしま - ）呉市（大崎下島・豊島・斎島・尾久比島）
- 吉和漁港（よしわ - ）尾道市
- 平漁港（ひら - ）福山市
- 走漁港（はしり - ）福山市（走島）
- 横田漁港（よこた - ）福山市
- 箱崎漁港（はこざき - ）福山市

### 第1種
- 上ノ浜漁港（かみのはま - ）廿日市市
- 梅原漁港（うめはら - ）廿日市市
- 丸石漁港（まるいし - ）廿日市市
- 五日市漁港（いつかいち - ）広島市
- 世上漁港（せじょう - ）江田島市
- 大屋漁港（おおや - ）呉市
- 情島漁港（なさけじま - ）呉市（情島）
- 田原漁港（たはら - ）呉市
- 長谷漁港（ながたに - ）呉市
- 大地蔵漁港（おおじぞう - ）呉市
- 原漁港（はら - ）呉市
- 吉名漁港（よしな - ）竹原市
- 長浜漁港（ながはま - ）竹原市

- 大芝北漁港（おおしばきた - ）東広島市
- 大芝南漁港（おおしばみなみ - ）東広島市
- 能地漁港（のうぢ - ）三原市
- 須波漁港（すなみ - ）三原市
- 西浦漁港（にしうら - ）尾道市
- 鏡浦漁港（かがみうら - ）尾道市
- 大町漁港（おおまち - ）尾道市
- 干汐漁港（ひしお - ）尾道市
- 立花漁港（たちばな - ）尾道市
- 串浜漁港（くしはま - ）尾道市
- 海老漁港（えび - ）尾道市
- 泊漁港（とまり - ）尾道市（百島）
- 水呑漁港（みのみ - ）福山市
- 田尻漁港（たじり - ）福山市

## 山口県
（全97港）

### 特定第3種（1港）
- 下関漁港（しものせき - ）下関市

### 第3種
- 仙崎漁港（せんざき - ）長門市
- 萩漁港（はぎ - ）萩市

### 第2種
- 油田漁港（ゆだ - ）大島郡周防大島町（情島）
- 白木漁港（しらき - ）大島郡周防大島町
- 柳井漁港（やない - ）柳井市
- 上関漁港（かみのせき - ）熊毛郡上関町
- 佐賀漁港（さが - ）熊毛郡平生町（佐合島）
- 尾津漁港（おづ - ）熊毛郡田布施町（馬島）
- 光漁港（ひかり - ）光市
- 牛島漁港（うしま - ）光市（牛島）
- 徳山漁港（とくやま - ）周南市
- 福川漁港（ふくがわ - ）周南市
- 向島漁港（むこうしま - ）防府市
- 野島漁港（のしま - ）防府市（野島）
- 秋穂漁港（あいお - ）山口市
- 床波漁港（とこなみ - ）宇部市
- 宇部岬漁港（うべみさき - ）宇部市
- 安岡漁港（やすおか - ）下関市
- 吉見漁港（よしみ - ）下関市

- 小串漁港（こぐし - ）下関市
- 矢玉漁港（やたま - ）下関市
- 和久漁港（わく - ）下関市
- 島戸漁港（しまど - ）下関市
- 阿川漁港（あがわ - ）下関市
- 掛淵漁港（かけぶち - ）長門市
- 久津漁港（くづ - ）長門市
- 大浦漁港（おおうら - ）長門市
- 黄波戸漁港（きわど - ）長門市
- 湊漁港（みなと - ）長門市
- 通漁港（かよい - ）長門市
- 野波瀬漁港（のばせ - ）長門市
- 三見漁港（さんみ - ）萩市
- 玉江漁港（たまえ - ）萩市
- 大井漁港（おおい - ）萩市
- 奈古漁港（なご - ）阿武郡阿武町
- 須佐漁港（すさ - ）萩市

### 第1種
- 和田漁港（わだ - ）大島郡周防大島町
- 森野漁港（もりの - ）大島郡周防大島町
- 日良居漁港（ひらい - ）大島郡周防大島町
- 安下庄漁港（あげのしょう - ）大島郡周防大島町
- 浮島漁港（うかしま - ）大島郡周防大島町（浮島）
- 椋野漁港（むくの - ）大島郡周防大島町
- 前島漁港（まえじま - ）大島郡周防大島町（前島）
- 三蒲漁港（みがま - ）大島郡周防大島町
- 志佐漁港（しさ - ）大島郡周防大島町
- 出井漁港（いずい - ）大島郡周防大島町
- 通津漁港（つづ - ）岩国市
- 黒島漁港（くろしま - ）岩国市（黒島）
- 端島漁港（はしま - ）岩国市（端島）
- 由宇漁港（ゆう - ）岩国市
- 神代漁港（こうじろ - ）柳井市
- 鳴門漁港（なると - ）柳井市
- 伊保庄漁港（いほのしょう - ）柳井市
- 阿月漁港（あつき - ）柳井市
- 平郡漁港（へいぐん - ）柳井市（平郡島）
- 室津漁港（むろつ - ）熊毛郡上関町
- 八島漁港（やしま - ）熊毛郡上関町（八島）
- 祝島漁港（いわいしま - ）熊毛郡上関町（祝島）
- 粭大島漁港（すくもおおしま - ）周南市
- 戸田漁港　(山口県)（へた - ）周南市
- 大津島漁港（おおづしま - ）周南市（大津島）
- 富海漁港（とのみ - ）防府市
- 牟礼漁港（むれ - ）防府市
- 中浦漁港（なかのうら - ）防府市
- 西浦漁港（にしのうら - ）防府市

- 大道漁港（だいどう - ）防府市
- 山口漁港（やまぐち - ）山口市
- 相原漁港（あいばら - ）山口市
- 阿知須漁港（あじす - ）山口市
- 丸尾漁港（まるお - ）宇部市
- 刈屋漁港（かりや - ）山陽小野田市
- 高泊漁港（たかどまり - ）山陽小野田市
- 梶漁港（かじ - ）山陽小野田市
- 埴生漁港（はぶ - ）山陽小野田市
- 王喜漁港（おうき - ）下関市
- 吉母漁港（よしも - ）下関市
- 六連島漁港（むつれじま - ）下関市（六連島）
- 蓋井島漁港（ふたおいじま - ）下関市（蓋井島）
- 室津下漁港（むろつしも - ）下関市
- 涌田漁港（わいた - ）下関市
- 川棚漁港（かわたな - ）下関市
- 宇賀漁港（うか - ）下関市
- 二見漁港（ふたみ - ）下関市
- 肥中漁港（ひじゅう - ）下関市
- 角島漁港（つのしま - ）下関市
- 伊上漁港（いがみ - ）長門市
- 久原漁港（くばら - ）長門市
- 立石漁港（たていし - ）長門市
- 津黄漁港（つおう - ）長門市
- 小島漁港（こじま - ）長門市
- 大島漁港（おおしま - ）萩市（大島）
- 相島漁港（あいしま - ）萩市（相島）
- 宇田郷漁港（うたごう - ）阿武郡阿武町

### 第4種
- 川尻漁港（かわじり - ）長門市

- 江崎漁港（えさき - ）萩市
- 見島漁港（みしま - ）萩市（見島）

## 徳島県
（全29港）

### 第3種
- 牟岐漁港（むぎ - ）海部郡牟岐町

### 第2種
- 粟田漁港（あわた - ）鳴門市
- 瀬戸漁港（せと - ）鳴門市
- 土佐泊漁港（とさどまり - ）鳴門市
- 粟津漁港（あわづ - ）鳴門市
- 長原漁港（ながはら - ）板野郡松茂町
- 今津漁港（いまづ - ）阿南市

- 中林漁港（なかばやし - ）阿南市
- 椿泊漁港（つばきどまり - ）阿南市
- 由岐漁港（ゆき - ）海部郡|美波町
- 鞆奥漁港（ともおく - ）海部郡海陽町
- 宍喰漁港（ししくい - ）海部郡海陽町

### 第1種
- 碁の浦漁港（ごのうら - ）鳴門市
- 三津漁港（みつ - ）鳴門市
- 大浦漁港（おおうら - ）鳴門市
- 櫛木漁港（くしき - ）鳴門市
- 日出漁港（ひゅうで - ）鳴門市
- 撫佐漁港（むさ - ）鳴門市
- 室漁港（むろ - ）鳴門市
- 亀浦漁港（かめうら - ）鳴門市

- 大潟漁港（おおがた - ）阿南市
- 小杭漁港（こぐい - ）阿南市
- 後戸漁港（うしろど - ）阿南市
- 曲漁港（まがり - ）阿南市
- 伊座利漁港（いざり - ）海部郡|美波町
- 恵比須浜漁港（えびすはま - ）海部郡美波町
- 出羽島漁港（でばしま - ）海部郡牟岐町（出羽島）
- 竹ヶ島漁港（たけがしま - ）海部郡海陽町

### 第4種
- 伊島漁港（いしま - ）阿南市（伊島）

## 香川県
（全92港）

### 第2種
- 引田漁港（ひけた - ）東かがわ市
- 庵治漁港（あじ - ）高松市
- 高松漁港（たかまつ - ）高松市

- 四海漁港（しかい - ）小豆郡土庄町
- 福田(福田)漁港（ふくだ（ふくだ） - ）小豆郡小豆島町
- 伊吹漁港（いぶき - ）観音寺市（伊吹島）

### 第1種
- 相生漁港（あいおい - ）東かがわ市
- 馬宿漁港（うまやど - ）東かがわ市
- 小磯漁港（こいそ - ）東かがわ市
- 馬篠漁港（うましの - ）東かがわ市
- 脇元漁港（わきもと - ）さぬき市
- 吉見漁港（よしみ - ）さぬき市
- 江泊漁港（えどまり - ）さぬき市
- 小田漁港（おだ - ）さぬき市
- 小田浦漁港（おだうら - ）さぬき市
- 苫張漁港（とまばり - ）さぬき市
- 長浜(鴨庄)漁港（ながはま（かもしょう） - ）さぬき市
- 新開(鴨庄)漁港（しんがい（かもしょう） - ）さぬき市
- 白方(鴨庄)漁港（しらかた（かもしょう） - ）さぬき市
- 室沖漁港（むろおき - ）さぬき市
- 泊漁港（とまり - ）さぬき市
- 房前漁港（ふさざき - ）高松市
- 高尻漁港（こうじり - ）高松市
- 篠尾漁港（しのお - ）高松市
- 鎌野漁港（かまの - ）高松市
- 竹居漁港（たけい - ）高松市
- 江の浜漁港（えのはま - ）高松市
- 浦生漁港（うろ - ）高松市
- 男木漁港（おぎ - ）高松市（男木島）
- 西浦(女木島)漁港（にしうら（めぎじま） - ）高松市（女木島）
- 亀水漁港（たるみ - ）高松市
- 小部漁港（こべ - ）小豆郡土庄町
- 田井漁港（たい - ）小豆郡土庄町
- 琴塚漁港（ことづか - ）小豆郡土庄町
- 小海漁港（おみ - ）小豆郡土庄町
- 見目漁港（みめ - ）小豆郡土庄町
- 元目漁港（げんめ - ）小豆郡土庄町
- 長浜(四海)漁港（ながはま（しかい） - ）小豆郡土庄町
- 唐櫃漁港（からと - ）小豆郡土庄町（豊島）
- 硯漁港（すずり - ）小豆郡土庄町（豊島）
- 甲生漁港（こお - ）小豆郡土庄町（豊島）
- 千軒漁港（せんげ - ）小豆郡土庄町
- 柳漁港（やなぎ - ）小豆郡土庄町
- 鹿島漁港（かしま - ）小豆郡土庄町
- 王子前漁港（おうじまえ - ）小豆郡土庄町
- 入部漁港（にゅうべ - ）小豆郡小豆島町
- 蒲生漁港（かもう - ）小豆郡小豆島町
- 室生漁港（むろ - ）小豆郡小豆島町
- 二面漁港（ふたおもて - ）小豆郡小豆島町

- 富士漁港（ふじ - ）小豆郡小豆島町
- 谷尻漁港（たにじり - ）小豆郡小豆島町
- 吉ヶ浦漁港（よしがうら - ）小豆郡小豆島町
- 蒲野漁港（かまの - ）小豆郡小豆島町
- 長崎漁港（ながさき - ）小豆郡小豆島町
- 牛ヶ浦漁港（うしがうら - ）小豆郡小豆島町
- 竹生漁港（たこう - ）小豆郡小豆島町
- 田浦漁港（たのうら - ）小豆郡小豆島町
- 堀越漁港（ほりこし - ）小豆郡小豆島町
- 瀬の倉漁港（せのくら - ）小豆郡小豆島町
- 大泊漁港（おとまり - ）小豆郡小豆島町
- 橘漁港（たちばな - ）小豆郡小豆島町
- 岩谷漁港（いわがたに - ）小豆郡小豆島町
- 当浜漁港（あてはま - ）小豆郡小豆島町
- 吉田漁港（よしだ - ）小豆郡小豆島町
- 牛ヶ首漁港（うしがくび - ）香川郡直島町（牛ヶ首島）
- 積浦漁港（つむうら - ）香川郡直島町（直島）
- 乃生漁港（のお - ）坂出市
- 御供所漁港（ごぶしょ - ）坂出市
- 西浦(瀬居島)漁港（にしうら（せいじま） - ）坂出市（瀬居島）
- 東浦漁港（ひがしうら - ）坂出市
- 岩黒漁港（いわくろ - ）坂出市（岩黒島）
- 櫃石漁港（ひついし - ）坂出市（櫃石島）
- 北浦漁港（きたうら - ）綾歌郡宇多津町
- 笠島漁港（かさしま - ）丸亀市（本島）
- 福田(本島)漁港（ふくだ（ほんじま） - ）丸亀市（本島）
- 茂浦漁港（もうら - ）丸亀市（広島）
- 甲路漁港（こうろ - ）丸亀市（広島）
- 小手島漁港（おてしま - ）丸亀市（小手島）
- 白方(白方)漁港（しらかた（しらかた） - ）仲多度郡多度津町
- 本村漁港（ほんむら - ）三豊市（志々島）
- 上新田漁港（かみしんでん - ）三豊市（粟島）
- 積漁港（つむ - ）三豊市
- 室浜漁港（むろはま - ）三豊市
- 生里漁港（なまり - ）三豊市
- 肥地木漁港（ひじき - ）三豊市
- 大浜漁港（おおはま - ）三豊市
- 家の浦漁港（いえのうら - ）三豊市
- 小蔦島漁港（こつたじま - ）三豊市
- 曽保漁港（そほ - ）三豊市
- 股島漁港（またじま - ）観音寺市（股島）
- 花稲漁港（はないな - ）観音寺市
- 箕浦漁港（みのうら - ）観音寺市

## 愛媛県
（全195港）

### 第3種
- 八幡浜漁港（やわたはま - ）八幡浜市

- 中浦漁港（なかうら - ）南宇和郡愛南町
- 深浦漁港（ふかうら - ）南宇和郡愛南町

### 第2種
- 大島(大島)漁港（おおしま（おおしま） - ）新居浜市（大島）
- 河原津漁港（かわらづ - ）西条市
- 大浜漁港（おおはま - ）今治市
- 小部漁港（おべ - ）今治市
- 宮窪漁港（みやくぼ - ）今治市
- 上灘漁港（かみなだ - ）伊予市
- 豊田漁港（とよた - ）伊予市
- 櫛生漁港（くしゅう - ）大洲市
- 豊の浦漁港（とよのうら - ）西宇和郡伊方町
- 三瓶漁港（みかめ - ）西予市
- 狩浜漁港（かりはま - ）西予市

- 石応漁港（こくぼ - ）宇和島市
- 平浦漁港（ひらうら - ）宇和島市
- 九島漁港（くしま - ）宇和島市（九島）
- 魚泊漁港（うおどまり - ）宇和島市
- 結出漁港（ゆいで - ）宇和島市
- 嘉島漁港（かしま - ）宇和島市（嘉島）
- 喜路漁港（きろ - ）宇和島市（日振島）
- 柏崎漁港（かしわざき - ）南宇和郡愛南町
- 西浦漁港（にしうら - ）南宇和郡愛南町
- 福浦漁港（ふくうら - ）南宇和郡愛南町
- 船越漁港（ふなこし - ）南宇和郡愛南町

### 第1種
- 二名漁港（ふたな - ）四国中央市
- 川之江漁港（かわのえ - ）四国中央市
- 豊岡漁港（とよおか - ）四国中央市
- 長津漁港（ながつ - ）四国中央市
- 蕪崎漁港（かぶらさき - ）四国中央市
- 天満漁港（てんま - ）四国中央市
- 沢津漁港（さわづ - ）新居浜市
- 垣生漁港（はぶ - ）新居浜市
- 桜井漁港（さくらい - ）今治市
- 来島漁港（くるしま - ）今治市（来島）
- 小島漁港（おしま - ）今治市（小島）
- 馬島漁港（うましま - ）今治市（馬島）
- 波方漁港（なみかた - ）今治市
- 亀岡漁港（かめおか - ）今治市
- 田の尻漁港（たのしり - ）今治市
- 篠塚漁港（しのづか - ）越智郡上島町（魚島）
- 高井神漁港（たかいかみ - ）越智郡上島町（高井神島）
- 江ノ島漁港（えのしま - ）越智郡上島町
- 鯨漁港（くじら - ）越智郡上島町（弓削島）
- 上弓削漁港（かみゆげ - ）越智郡上島町（弓削島）
- 浜都漁港（はもと - ）越智郡上島町（弓削島）
- 豊島漁港（とよしま - ）越智郡上島町（豊島）
- 佐島漁港（さしま - ）越智郡上島町（佐島）
- 岩城漁港（いわぎ - ）越智郡上島町（岩城島・津波島）
- 北浦(伯方)漁港（きたうら（はかた） - ）今治市
- 友浦漁港（ともうら - ）今治市
- 余所国漁港（よそくに - ）今治市
- 泊(大山)漁港（とまり（おおやま） - ）今治市
- 椋名漁港（むくな - ）今治市
- 下田水漁港（しただみ - ）今治市
- 南浦漁港（みなみうら - ）今治市
- 志津見漁港（しつみ - ）今治市
- 津島漁港（つしま - ）今治市（津島）
- 盛漁港（さかり - ）今治市
- 肥海漁港（ひがい - ）今治市
- 台漁港（うてな - ）今治市
- 野々江漁港（ののえ - ）今治市
- 口総漁港（くちすぼ - ）今治市
- 宗方漁港（むなかた - ）今治市
- 城谷漁港（じょうのたに - ）今治市（岡村島）
- 小大下漁港（こおげ - ）今治市（小大下島）
- 浅海漁港（あさなみ - ）松山市
- 大浦漁港（おおうら - ）松山市
- 柳原漁港（やなぎはら - ）松山市
- 磯河内漁港（いそこうち - ）松山市
- 小川漁港（おがわ - ）松山市
- 安居島漁港（あいじま - ）松山市（安居島）
- 堀江漁港（ほりえ - ）松山市
- 高浜漁港（たかはま - ）松山市
- 泊漁港（とまり - ）松山市
- 御手洗漁港（みたらい - ）松山市
- 鷲ヶ巣漁港（わしがす - ）松山市
- 北浦漁港（きたうら - ）松山市
- 馬磯漁港（うまいそ - ）松山市
- 釣島漁港（つるしま - ）松山市（釣島）
- 長師漁港（ながし - ）松山市（中島）
- 神ノ浦漁港（こうのうら - ）松山市（中島）
- 睦月漁港（むづき - ）松山市（睦月島）
- 野忽那漁港（のぐつな - ）松山市（野忽那島）
- 上怒和漁港（かみぬわ - ）松山市（怒和島）
- 元怒和漁港（もとぬわ - ）松山市（怒和島）
- 津和地漁港（つわじ - ）松山市（津和地島）
- 二神漁港（ふたがみ - ）松山市（二神島）
- 由利漁港（ゆり - ）松山市（由利島）
- 饒漁港（にょう - ）松山市（中島）
- 森漁港（もり - ）伊予市
- 高野川漁港（こうのかわ - ）伊予市
- 喜多漁港（きた - ）大洲市
- 肱川口漁港（ひじかわぐち - ）大洲市
- 沖浦漁港（おきうら - ）大洲市
- 須沢漁港（すさわ - ）大洲市
- 出海漁港（いずみ - ）大洲市
- 青島漁港（あおしま - ）大洲市（青島）
- 磯崎漁港（いさき - ）八幡浜市
- 喜木津漁港（ききつ - ）八幡浜市
- 西町漁港（にしまち - ）八幡浜市
- 川之石漁港（かわのいし - ）八幡浜市
- 伊方越漁港（いかたごし - ）西宇和郡伊方町
- 鳥津漁港（とりづ - ）西宇和郡伊方町
- 大成漁港（おおなる - ）西宇和郡伊方町
- 田之浦漁港（たのうら - ）西宇和郡伊方町
- 九丁漁港（くちょう - ）西宇和郡伊方町
- 伊方漁港（いかた - ）西宇和郡伊方町

- 足成漁港（あしなる - ）西宇和郡伊方町
- 西小島漁港（にしこじま - ）西宇和郡伊方町
- 田部漁港（たぶ - ）西宇和郡伊方町
- 四ツ浜漁港（よつはま - ）西宇和郡伊方町
- 塩成漁港（しおなし - ）西宇和郡伊方町
- 釜木漁港（かまぎ - ）西宇和郡伊方町
- 平磯漁港（ひらいそ - ）西宇和郡伊方町
- 明神漁港（みょうじん - ）西宇和郡伊方町
- 松漁港（まつ - ）西宇和郡伊方町
- 三崎漁港（みさき - ）西宇和郡伊方町
- 名取漁港（なとり - ）西宇和郡伊方町
- 舌田漁港（しただ - ）八幡浜市
- 川名津漁港（かわなづ - ）八幡浜市
- 大釜漁港（おおがま - ）八幡浜市
- 真網代漁港（まあじろ - ）八幡浜市
- 穴井漁港（あない - ）八幡浜市
- 大島(真穴)漁港（おおしま（まあな） - ）八幡浜市（大島）
- 周木漁港（しゅうき - ）西予市
- 長早漁港（ながはや - ）西予市
- 二及漁港（にぎゅう - ）西予市
- 垣生(二木生)漁港（はぶ（にきぶ） - ）西予市
- 有太刀漁港（あらたち - ）西予市
- 皆江漁港（みなえ - ）西予市
- 下泊漁港（しもどまり - ）西予市
- 田の浜(高山)漁港（たのはま（たかやま） - ）西予市
- 高山漁港（たかやま - ）西予市
- 渡江漁港（とのえ - ）西予市
- 俵津漁港（たわらづ - ）西予市
- 大良漁港（おおら - ）宇和島市
- 奥浦漁港（おくうら - ）宇和島市
- 南君漁港（なぎみ - ）宇和島市
- 玉津漁港（たまつ - ）宇和島市
- 立目漁港（たちめ - ）宇和島市
- 浅川漁港（あさかわ - ）宇和島市
- 赤松漁港（あかまつ - ）宇和島市
- 大小浜漁港（おおこはま - ）宇和島市
- 小池漁港（こいけ - ）宇和島市
- 蕨漁港（わらび - ）宇和島市
- 船隠漁港（ふなかくし - ）宇和島市
- 大内漁港（おおうち - ）宇和島市
- 津の浦漁港（つのうら - ）宇和島市
- 矢ヶ浜漁港（やがはま - ）宇和島市
- 大島(蒋淵)漁港（おおしま（こもぶち） - ）宇和島市
- 蒋淵漁港（こもぶち - ）宇和島市
- 大池漁港（おおいけ - ）宇和島市
- 神崎漁港（こうざき - ）宇和島市
- 島津漁港（しまづ - ）宇和島市
- 狩津漁港（かりつ - ）宇和島市
- 郡漁港（こおり - ）宇和島市（戸島）
- 明海漁港（あこ - ）宇和島市（日振島）
- 能登漁港（のと - ）宇和島市（日振島）
- 北福浦漁港（きたふくうら - ）宇和島市
- 尻貝漁港（しりがい - ）宇和島市
- 牛之浦漁港（うしのうら - ）宇和島市
- 木浦松漁港（きうらまつ - ）宇和島市
- 国永漁港（くになが - ）宇和島市
- 鵜之浜漁港（うのはま - ）宇和島市
- 大日提漁港（おおひさげ - ）宇和島市
- 小日提漁港（こひさげ - ）宇和島市
- 田ノ浜(下灘)漁港（たのはま（しもなだ） - ）宇和島市
- 田颪漁港（たおろし - ）宇和島市
- 泥目水漁港（どろめず - ）宇和島市
- 鼠鳴漁港（ねずなき - ）宇和島市
- 柿の浦(下灘)漁港（かきのうら（しもなだ） - ）宇和島市
- 曲烏漁港（まがらす - ）宇和島市
- 平井漁港（ひらい - ）宇和島市
- 漁家漁港（りょうけ - ）宇和島市
- 成漁港（なる - ）宇和島市
- 須下漁港（すげ - ）宇和島市
- 後漁港（うしろ - ）宇和島市
- 鰹網代漁港（かつあじろ - ）宇和島市
- 竹ヶ島漁港（たけがしま - ）宇和島市（竹ヶ島）
- 網代漁港（あじろ - ）南宇和郡愛南町
- 魚神山漁港（ながみやま - ）南宇和郡愛南町
- 油袋漁港（ゆたい - ）南宇和郡愛南町
- 家串漁港（いえくし - ）南宇和郡愛南町
- 平碆漁港（ひらばえ - ）南宇和郡愛南町
- 御荘漁港（みしょう - ）南宇和郡愛南町
- 成川漁港（なるかわ - ）南宇和郡愛南町
- 赤水漁港（あかみず - ）南宇和郡愛南町
- 高畑漁港（たかはた - ）南宇和郡愛南町
- 左右水漁港（そうず - ）南宇和郡愛南町
- 猿鳴漁港（さるなぎ - ）南宇和郡愛南町
- 武者泊漁港（むしゃどまり - ）南宇和郡愛南町
- 中玉漁港（なかたま - ）南宇和郡愛南町

### 第4種
- 佐田岬漁港（さだみさき - ）西宇和郡伊方町
- 本浦漁港（ほんうら - ）宇和島市（戸島）

## 高知県
（全88港）

### 第3種
- 室戸岬漁港（むろとみさき - ）室戸市
- 宇佐漁港（うさ - ）土佐市、須崎市

- 清水漁港（しみず - ）土佐清水市
- 佐賀漁港（さが - ）幡多郡黒潮町

### 第2種
- 椎名漁港（しいな - ）室戸市
- 三津漁港（みつ - ）室戸市
- 安芸漁港（あき - ）安芸市
- 野見漁港（のみ - ）須崎市
- 浦分漁港（うらぶん - ）高岡郡四万十町

- 田野浦漁港（たのうら - ）幡多郡黒潮町
- 窪津漁港（くぼつ - ）土佐清水市
- 大島漁港（おおしま - ）宿毛市
- 藻津漁港（むくづ - ）宿毛市
- 田ノ浦漁港（たのうら - ）宿毛市

### 第1種
- 野根漁港（のね - ）安芸郡東洋町
- 清水(室戸岬)漁港（しみず（むろとみさき） - ）室戸市
- 日沖漁港（ひおき - ）室戸市
- 高岡漁港（たかおか - ）室戸市
- 菜生漁港（なばえ - ）室戸市
- 元漁港（もと - ）室戸市
- 行当漁港（ぎょうとう - ）室戸市
- 新村漁港（しむら - ）室戸市
- 傍士漁港（ほうじ - ）室戸市
- 吉良川漁港（きらがわ - ）室戸市
- 羽根漁港（はね - ）室戸市
- 加領郷漁港（かりょうごう - ）安芸郡奈半利町
- 安田漁港（やすだ - ）安芸郡安田町、安芸市
- 伊尾木漁港（いおき - ）安芸市
- 穴内漁港（あなない - ）安芸市
- 赤野漁港（あかの - ）安芸市
- 西分漁港（にしぶん - ）安芸郡芸西村、香南市
- 住吉漁港（すみよし - ）香南市
- 赤岡漁港（あかおか - ）香南市
- 吉川漁港（よしかわ - ）香南市
- 春野漁港（はるの - ）高知市
- 深浦漁港（ふかうら - ）須崎市
- 池ノ浦漁港（いけのうら - ）須崎市
- 久通漁港（くつう - ）須崎市
- 中ノ島漁港（なかのしま - ）須崎市
- 新荘漁港（しんじょう - ）須崎市
- 安和漁港（あわ - ）須崎市
- 上ノ加江漁港（かみのかえ - ）高岡郡中土佐町
- 矢井賀漁港（やいが - ）高岡郡中土佐町
- 志和漁港（しわ - ）高岡郡四万十町
- 小室漁港（おむろ - ）高岡郡四万十町
- 鈴漁港（すず - ）幡多郡黒潮町
- 灘漁港（なだ - ）幡多郡黒潮町
- 伊田漁港（いだ - ）幡多郡黒潮町
- 浮津漁港（うきつ - ）幡多郡黒潮町
- 入野漁港（いりの - ）幡多郡黒潮町

- 双海漁港（ふたみ - ）四万十市
- 平野漁港（ひらの - ）四万十市
- 名鹿漁港（なしし - ）四万十市
- 立石漁港（たていし - ）土佐清水市
- 布漁港（ぬの - ）土佐清水市
- 小浜漁港（こはま - ）土佐清水市
- 津呂漁港（つろ - ）土佐清水市
- 伊佐漁港（いさ - ）土佐清水市
- 松尾漁港（まつお - ）土佐清水市
- 大浜漁港（おおはま - ）土佐清水市
- 中ノ浜漁港（なかのはま - ）土佐清水市
- 養老漁港（ようろう - ）土佐清水市
- 松崎漁港（まつざき - ）土佐清水市
- 三崎漁港（みさき - ）土佐清水市
- 竜串漁港（たつくし - ）土佐清水市
- 下川口漁港（しもかわぐち - ）土佐清水市
- 貝ノ川漁港（かいのかわ - ）土佐清水市
- 大津漁港（おおつ - ）土佐清水市
- 小才角漁港（こさいつの - ）幡多郡大月町、土佐清水市
- 尾浦漁港（おうら - ）幡多郡大月町
- 西泊漁港（にしどまり - ）幡多郡大月町
- 樫ノ浦漁港（かしのうら - ）幡多郡大月町
- 周防形漁港（すおうがた - ）幡多郡大月町
- 古満目漁港（こまめ - ）幡多郡大月町
- 柏島漁港（かしわじま - ）幡多郡大月町
- 一切漁港（いっさい - ）幡多郡大月町
- 安満地漁港（あまじ - ）幡多郡大月町
- 橘浦漁港（たちばなうら - ）幡多郡大月町
- 泊浦漁港（とまりうら - ）幡多郡大月町
- 竜ヶ迫漁港（たつがさこ - ）幡多郡大月町
- 栄喜漁港（さかき - ）宿毛市
- 大海漁港（おおみ - ）宿毛市
- 湊浦漁港（みなとうら - ）宿毛市
- 内外ノ浦漁港（ないがいのうら - ）宿毛市
- 大浦漁港（おおうら - ）宿毛市
- 池島漁港（いけじま - ）宿毛市
- 宇須々木漁港（うすすき - ）宿毛市

### 第4種
- 沖の島漁港（おきのしま - ）宿毛市（沖の島）

## 福岡県
（全65港）

### 特定第3種（1港）
- 博多漁港（はかた - ）福岡市

### 第2種
- 吉富漁港（よしとみ - ）築上郡吉富町
- 宇島漁港（うのしま - ）豊前市
- 柄杓田漁港（ひしゃくだ - ）北九州市
- 藍島漁港（あいのしま - ）北九州市（藍島）
- 波津漁港（はつ - ）遠賀郡岡垣町
- 鐘崎漁港（かねざき - ）宗像市
- 神湊漁港（こうのみなと - ）宗像市
- 津屋崎漁港（つやざき - ）福津市
- 大島漁港（おおしま - ）宗像市（大島）
- 相島漁港（あいのしま - ）糟屋郡新宮町（相島）

- 志賀島漁港（しかのしま - ）福岡市
- 唐泊漁港（からとまり - ）福岡市
- 西浦漁港（にしのうら - ）福岡市
- 玄界漁港（げんかい - ）福岡市（玄界島）
- 野北漁港（のぎた - ）糸島市
- 岐志漁港（きし - ）糸島市
- 船越漁港（ふなこし - ）糸島市
- 加布里漁港（かふり - ）糸島市
- 沖端漁港（おきのはた - ）柳川市
- 中島漁港（なかしま - ）柳川市

### 第1種
- 八屋漁港（はちや - ）豊前市
- 松江漁港（しょうえ - ）豊前市
- 西角田漁港（にしすだ - ）築上郡築上町
- 椎田漁港（しいだ - ）築上郡築上町
- 八津田漁港（はった - ）築上郡築上町
- 西八田漁港（にしはった - ）築上郡築上町
- 稲童漁港（いなどう - ）行橋市
- 長井漁港（ながい - ）行橋市
- 沓尾漁港（くつお - ）行橋市
- 蓑島漁港（みのしま - ）行橋市
- 曾根漁港（そね - ）北九州市
- 平松漁港（ひらまつ - ）北九州市
- 脇之浦漁港（わきのうら - ）北九州市
- 脇田漁港（わいた - ）北九州市
- 岩屋漁港（いわや - ）北九州市
- 馬島漁港（うましま - ）北九州市（馬島）
- 柏原漁港（かしばら - ）遠賀郡芦屋町
- 地島漁港（じのしま - ）宗像市（地島）
- 勝浦漁港（かつうら - ）福津市
- 福間漁港（ふくま - ）福津市
- 新宮漁港（しんぐう - ）糟屋郡新宮町

- 奈多漁港（なた - ）福岡市
- 弘漁港（ひろ - ）福岡市
- 浜崎今津漁港（はまさきいまづ - ）福岡市
- 芥屋漁港（けや - ）糸島市
- 姫島漁港（ひめしま - ）糸島市（姫島）
- 深江漁港（ふかえ - ）糸島市
- 大入漁港（だいにゅう - ）糸島市
- 福吉漁港（ふくよし - ）糸島市
- 鹿家漁港（しかか - ）糸島市
- 三又漁港（みつまた - ）大川市
- 若津漁港（わかつ - ）大川市
- 上新田漁港（かみしんでん - ）大川市
- 新田漁港（しんでん - ）大川市
- 大野島漁港（おおのしま - ）大川市
- 久間田漁港（くまだ - ）柳川市
- 有明漁港（ありあけ - ）柳川市
- 東宮永漁港（ひがしみやなが - ）柳川市
- 皿垣開漁港（さらかきびらき - ）柳川市
- 両開漁港（りょうかい - ）柳川市
- 江浦漁港（えのうら - ）みやま市
- 黒崎漁港（くろさき - ）大牟田市

### 第4種
- 沖の島漁港（おきのしま - ）宗像市（沖ノ島）
- 小呂島漁港（おろのしま - ）福岡市（小呂島）

## 佐賀県
（全46港）

### 第3種
- 呼子漁港（よぶこ - ）唐津市
- 高串漁港（たかくし - ）唐津市

### 第2種
- 唐房漁港（とうぼう - ）唐津市
- 湊浜漁港（みなとはま - ）唐津市
- 神集島漁港（かしわじま - ）唐津市（神集島）
- 小川島漁港（おがわしま - ）唐津市（小川島）
- 名護屋漁港（なごや - ）唐津市

- 波多津漁港（はたつ - ）伊万里市
- 戸ヶ里漁港（とがり - ）佐賀市
- 廻里江漁港（めぐりえ - ）杵島郡白石町
- 浜漁港（はま - ）鹿島市
- 道越漁港（みちごし - ）藤津郡太良町

### 第1種
- 浜崎漁港（はまさき - ）唐津市
- 相賀漁港（おうか - ）唐津市
- 屋形石漁港（やかたいし - ）唐津市
- 高島漁港（たかしま - ）唐津市（高島）
- 小友漁港（こども - ）唐津市
- 加部島漁港（かべしま - ）唐津市
- 波戸漁港（はど - ）唐津市
- 串浦漁港（くしうら - ）唐津市
- 大泊漁港（おおどまり - ）唐津市（加唐島）
- 加唐島漁港（かからしま - ）唐津市（加唐島）
- 松島漁港（まつしま - ）唐津市（松島）
- 馬渡島漁港（まだらしま - ）唐津市（馬渡島）
- 外津漁港（ほかわづ - ）東松浦郡玄海町
- 仮屋漁港（かりや - ）東松浦郡玄海町
- 京泊漁港（きょうどまり - ）唐津市
- 駄竹漁港（だぢく - ）唐津市
- 晴気漁港（はれぎ - ）唐津市

- 大浦漁港（おおうら - ）唐津市
- 向島漁港（むくしま - ）唐津市（向島）
- 千歳漁港（ちとせ - ）神埼市
- 寺井津漁港（てらいつ - ）佐賀市
- 広江漁港（ひろえ - ）佐賀市
- 佐嘉漁港（さが - ）佐賀市
- 福所江漁港（ふくしょえ - ）佐賀市、小城市
- 住ノ江漁港（すみのえ - ）杵島郡白石町
- 新有明漁港（しんありあけ - ）杵島郡白石町
- 百貫漁港（ひゃっかん - ）鹿島市
- 鹿島漁港（かしま - ）鹿島市
- 七浦漁港（ななうら - ）鹿島市
- 飯田漁港（いいだ - ）鹿島市
- 多良漁港（たら - ）藤津郡太良町
- 糸岐漁港（いとき - ）藤津郡太良町
- 破瀬ノ浦漁港（はぜのうら - ）藤津郡太良町
- 野崎漁港（のざき - ）藤津郡太良町

## 長崎県
（全281港）

### 特定第3種（1港）
- 長崎漁港（ながさき - ）長崎市

### 第3種
- 芦辺漁港（あしべ - ）壱岐市（壱岐島）
- 奈良尾漁港（ならお - ）南松浦郡新上五島町（中通島）
- 奈留漁港（なる - ）五島市（奈留島）
- 館浦漁港（たちうら - ）平戸市

### 第2種
- 琴漁港（きん - ）対馬市（対馬島）
- 小鹿漁港（おしか - ）対馬市（対馬島）
- 佐賀漁港（さか - ）対馬市（対馬島）
- 鴨居瀬漁港（かもいせ - ）対馬市（対馬島）
- 三浦湾漁港（みうらわん - ）対馬市（対馬島）
- 鯛ノ浦漁港（たいのうら - ）南松浦郡新上五島町（中通島）
- 奈摩漁港（なま - ）南松浦郡新上五島町（中通島）
- 上五島漁港（かみごとう - ）南松浦郡新上五島町（中通島）
- 浜串漁港（はまくし - ）南松浦郡新上五島町（中通島）
- 岩瀬浦漁港（いわせうら - ）南松浦郡新上五島町（中通島）
- 神部漁港（こうべ - ）南松浦郡新上五島町（中通島）
- 佐尾漁港（さお - ）南松浦郡新上五島町（中通島）
- 奥浦漁港（おくうら - ）五島市（福江島）
- 三井楽漁港（みいらく - ）五島市（福江島）
- 神の浦(宇久)漁港（こうのうら（うく） - ）佐世保市（宇久島）
- 小値賀漁港（おぢか - ）北松浦郡小値賀町（小値賀島）

- 阿翁浦漁港（あおううら - ）松浦市（鷹島）
- 生月漁港（いきつき - ）平戸市
- 度島漁港（たくしま - ）平戸市（度島）
- 田助漁港（たすけ - ）平戸市
- 前津吉漁港（まえつよし - ）平戸市
- 宮ノ浦漁港（みやのうら - ）平戸市
- 薄香湾漁港（うすかわん - ）平戸市
- 星鹿漁港（ほしか - ）松浦市
- 楠泊漁港（くすどまり - ）佐世保市
- 式見漁港（しきみ - ）長崎市
- 野母漁港（のも - ）長崎市
- 有喜漁港（うき - ）諫早市
- 樺島漁港（かばしま - ）長崎市

### 第1種
- 鰐ノ浦漁港（わにのうら - ）対馬市（対馬島）
- 豊漁港（とよ - ）対馬市（対馬島）
- 泉漁港（いずみ - ）対馬市（対馬島）
- 大浦漁港（おおうら - ）対馬市（対馬島）
- 富ヶ浦漁港（とみがうら - ）対馬市（対馬島）
- 唐舟志漁港（とうじゅうし - ）対馬市（対馬島）
- 浜久須漁港（はまくす - ）対馬市（対馬島）
- 五根緒漁港（ごねお - ）対馬市（対馬島）
- 西津屋漁港（にしつや - ）対馬市（対馬島）
- 佐護湊漁港（さごみなと - ）対馬市（対馬島）
- 田ノ浜漁港（たのはま - ）対馬市（対馬島）
- 越高漁港（こしたか - ）対馬市（対馬島）
- 女連漁港（うなつら - ）対馬市（対馬島）
- 志越漁港（しこえ - ）対馬市（対馬島）
- 志多賀漁港（したか - ）対馬市（対馬島）
- 櫛漁港（くし - ）対馬市（対馬島）
- 津柳漁港（つやなぎ - ）対馬市（対馬島）
- 青海漁港（おうみ - ）対馬市（対馬島）
- 木坂漁港（きさか - ）対馬市（対馬島）
- 三根漁港（みね - ）対馬市（対馬島）
- 千尋藻漁港（ちろも - ）対馬市（対馬島）
- 塩浜漁港（しおはま - ）対馬市（対馬島）
- 銘漁港（めい - ）対馬市（対馬島）
- 小綱漁港（こづな - ）対馬市（対馬島）
- 唐崎漁港（からさき - ）対馬市（対馬島）
- 賀谷漁港（がや - ）対馬市（対馬島）
- 芦ヶ浦漁港（よしがうら - ）対馬市（対馬島）
- 赤島漁港（あかしま - ）対馬市（赤島・沖ノ島・泊島）
- 住吉漁港（すみよし - ）対馬市（対馬島）
- 大船越漁港（おおふなこし - ）対馬市（対馬島）
- 高浜漁港（たかはま - ）対馬市（対馬島）
- 根緒漁港（ねお - ）対馬市（対馬島）
- 西海漁港（さいかい - ）対馬市（対馬島）
- 尾崎漁港（おさき - ）対馬市（対馬島）
- 阿須湾漁港（あずわん - ）対馬市（対馬島）
- 尾浦漁港（おうら - ）対馬市（対馬島）
- 安神漁港（あがみ - ）対馬市（対馬島）
- 久和漁港（くわ - ）対馬市（対馬島）
- 内院漁港（ないいん - ）対馬市（対馬島）
- 瀬漁港（せ - ）対馬市（対馬島）
- 久根浜漁港（くねはま - ）対馬市（対馬島）
- 上槻漁港（こうつき - ）対馬市（対馬島）
- 阿連漁港（あれ - ）対馬市（対馬島）
- 湯ノ本漁港（ゆのもと - ）壱岐市（壱岐島）
- 諸津漁港（もろつ - ）壱岐市（壱岐島）
- 恵美須漁港（えびす - ）壱岐市（壱岐島）
- 八幡浦漁港（やはたうら - ）壱岐市（壱岐島）
- 山崎漁港（やまさき - ）壱岐市（壱岐島）
- 七湊漁港（ななみなと - ）壱岐市（壱岐島）
- 久喜漁港（くき - ）壱岐市（壱岐島）
- 初瀬漁港（はぜ - ）壱岐市（壱岐島）
- 大久保漁港（おおくぼ - ）壱岐市（壱岐島）
- 小崎漁港（こざき - ）壱岐市（壱岐島）
- 神田漁港（かみだ - ）壱岐市（壱岐島）
- 渡良柏漁港（わたらかしわ - ）壱岐市（壱岐島）
- 麦谷漁港（むぎや - ）壱岐市（壱岐島）
- 母ヶ浦漁港（ほうがうら - ）壱岐市（壱岐島）
- 和歌漁港（わか - ）壱岐市（壱岐島）
- 津和崎漁港（つわざき - ）南松浦郡新上五島町（中通島）
- 一本松漁港（いっぽんまつ - ）南松浦郡新上五島町（中通島）
- 立串漁港（たてくし - ）南松浦郡新上五島町（中通島）
- 小串漁港（こぐし - ）南松浦郡新上五島町（中通島）
- 似首漁港（にたくび - ）南松浦郡新上五島町（中通島）
- 丸尾漁港（まるお - ）南松浦郡新上五島町（中通島）
- 仲知漁港（ちゅうち - ）南松浦郡新上五島町（中通島）
- 七目漁港（ななめ - ）南松浦郡新上五島町（中通島）
- 小河原漁港（おがわら - ）南松浦郡新上五島町（中通島）
- 崎浦漁港（さきうら - ）南松浦郡新上五島町（頭ヶ島・中通島）
- 江ノ浜漁港（えのはま - ）南松浦郡新上五島町（中通島）
- 太田漁港（おおた - ）南松浦郡新上五島町（中通島）
- 神之浦(有川)漁港（こうのうら（ありかわ） - ）南松浦郡新上五島町（中通島）
- 飯ノ瀬戸漁港（いのせど - ）南松浦郡新上五島町（中通島）
- 道土井漁港（みちどい - ）南松浦郡新上五島町（中通島）
- 日島漁港（ひのしま - ）南松浦郡新上五島町（漁生浦島・日島・有福島）
- 神之浦(若松)漁港（こうのうら（わかまつ） - ）南松浦郡新上五島町（若松島）
- 大平漁港（おおひら - ）南松浦郡新上五島町（若松島）
- 宿ノ浦漁港（しゅくのうら - ）南松浦郡新上五島町（中通島）
- 桐古里漁港（きりふるさと - ）南松浦郡新上五島町（中通島）
- 笛吹漁港（ふえふき - ）南松浦郡新上五島町（中通島）
- 土井ノ浦漁港（どいのうら - ）南松浦郡新上五島町（若松島）
- 赤瀬漁港（あかせ - ）南松浦郡新上五島町（若松島）
- 葛島漁港（かつらじま - ）五島市（葛島）
- 矢神漁港（やがみ - ）五島市（奈留島）
- 汐池漁港（しおいけ - ）五島市（奈留島）
- 東風泊漁港（こちどまり - ）五島市（奈留島）
- 鈴ノ浦漁港（すずのうら - ）五島市（奈留島）
- 宿輪漁港（しゅくわ - ）五島市（奈留島）
- 江神漁港（えがみ - ）五島市（奈留島）
- 大串漁港（おおくし - ）五島市（奈留島）
- 蕨漁港（わらび - ）五島市（久賀島）
- 五輪漁港（ごりん - ）五島市（久賀島）
- 野園漁港（やぞの - ）五島市（久賀島）
- 田ノ浦漁港（たのうら - ）五島市（久賀島）
- 細石流漁港（さざれ - ）五島市（久賀島）
- 本窯漁港（もとがま - ）五島市（椛島）
- 伊福貴漁港（いふき - ）五島市（椛島）
- 南河原漁港（なんごうら - ）五島市（福江島）
- 戸楽漁港（とらく - ）五島市（福江島）
- 長手漁港（ながて - ）五島市（福江島）
- 塩津漁港（しおつ - ）五島市（福江島）
- 大浜漁港（おおはま - ）五島市（福江島）
- 増田漁港（ますだ - ）五島市（福江島）
- 赤島漁港（あかしま - ）五島市（赤島）
- 黄島漁港（おうしま - ）五島市（黄島）
- 黒島(富江)漁港（くろしま（とみえ） - ）五島市（黒島）
- 倭寇漁港（わこう - ）五島市（福江島）
- 山下漁港（やました - ）五島市（福江島）
- 黒瀬(富江)漁港（くろせ（とみえ） - ）五島市（福江島）
- 水ノ浦漁港（みずのうら - ）五島市（福江島）
- 八ノ川漁港（はちのかわ - ）五島市（福江島）
- 後網漁港（あとあみ - ）五島市（福江島）
- 高崎漁港（たかさき - ）五島市（福江島）
- 柏漁港（かしわ - ）五島市（福江島）
- 塩水漁港（しおみず - ）五島市（福江島）
- 波砂間漁港（はさま - ）五島市（福江島）
- 嵯峨島漁港（さがのしま - ）五島市（嵯峨ノ島）
- 貝津漁港（かいつ - ）五島市（福江島）
- 丹奈漁港（たんな - ）五島市（福江島）
- 大宝漁港（だいほう - ）五島市（福江島）

- 野方漁港（のがた - ）佐世保市（宇久島）
- 小浜漁港（おばま - ）佐世保市（宇久島）
- 寺島漁港（てらしま - ）佐世保市（宇久島）
- 古里漁港（ふるさと - ）佐世保市（宇久島）
- 木場漁港（こば - ）佐世保市（宇久島）
- 柳漁港（やなぎ - ）北松浦郡小値賀町（小値賀島）
- 納島漁港（のうしま - ）北松浦郡小値賀町（納島）
- 前方漁港（まえかた - ）北松浦郡小値賀町（小値賀島）
- 浜津漁港（はまづ - ）北松浦郡小値賀町（小値賀島）
- 大島(小値賀)漁港（おおしま（おぢか） - ）北松浦郡小値賀町（大島）
- 藪路木漁港（やぶろき - ）北松浦郡小値賀町（藪路木島）
- 斑漁港（まだら - ）北松浦郡小値賀町（斑島）
- 六島漁港（むしま - ）北松浦郡小値賀町（六島）
- 野崎漁港（のざき - ）北松浦郡小値賀町（野崎島）
- 大根坂漁港（おおねざか - ）平戸市（大島）
- 黒島(鷹島)漁港（くろしま（たかしま） - ）松浦市（鷹島）
- 殿ノ浦漁港（とののうら - ）松浦市（鷹島）
- 船唐津漁港（ふなとうづ - ）松浦市（鷹島）
- 御崎漁港（みさき - ）平戸市
- 飯盛漁港（いいもり - ）平戸市（度島）
- 須草漁港（すくさ - ）平戸市
- 泊ヶ浦漁港（とまりがうら - ）平戸市
- 宝亀漁港（ほうき - ）平戸市
- 木ヶ津漁港（きがつ - ）平戸市
- 福良漁港（ふくら - ）平戸市
- 船越漁港（ふなこし - ）平戸市
- 志々伎浦漁港（しじきうら - ）平戸市
- 早福漁港（はいふく - ）平戸市
- 古田漁港（こた - ）平戸市
- 猪渡谷漁港（いとや - ）平戸市
- 西浜漁港（にしはま - ）平戸市
- 堤漁港（つつみ - ）平戸市
- 飯良漁港（いいら - ）平戸市
- 根獅子漁港（ねしこ - ）平戸市
- 獅子漁港（しし - ）平戸市
- 高越漁港（たかごえ - ）平戸市
- 春日漁港（かすが - ）平戸市
- 白石漁港（しらいし - ）平戸市
- 主師漁港（しゅうし - ）平戸市
- 下中野漁港（しもなかの - ）平戸市
- 鍋串漁港（なべぐし - ）松浦市
- 青島漁港（あおしま - ）松浦市（青島）
- 志佐漁港（しさ - ）松浦市
- 飛島漁港（とびしま - ）松浦市（飛島）
- 今福漁港（いまふく - ）松浦市
- 滑栄漁港（なべるばえ - ）松浦市
- 西木場漁港（にしこば - ）松浦市
- 一六漁港（いちろく - ）平戸市
- 釜田漁港（かまた - ）平戸市
- 生向漁港（いけむこう - ）平戸市
- 鹿町漁港（しかまち - ）佐世保市
- 長串漁港（なぐし - ）佐世保市
- 太郎ヶ浦漁港（たろうがうら - ）佐世保市
- 矢岳漁港（やだけ - ）佐世保市
- 神崎漁港（こうざき - ）佐世保市
- 黒島漁港（くろしま - ）佐世保市（黒島）
- 高島漁港（たかしま - ）佐世保市（高島）
- 浅子漁港（あさご - ）佐世保市
- 柿ノ浦漁港（かきのうら - ）佐世保市
- 針尾漁港（はりお - ）佐世保市
- 久津漁港（くつ - ）佐世保市
- 惣津漁港（そうづ - ）東彼杵郡川棚町
- 三越漁港（みつごえ - ）東彼杵郡川棚町
- 音琴漁港（ねごと - ）東彼杵郡東彼杵町
- 千綿漁港（ちわた - ）東彼杵郡東彼杵町
- 里漁港（さと - ）東彼杵郡東彼杵町
- 松原漁港（まつばら - ）大村市
- 東浦漁港（ひがしうら - ）大村市
- 唐比漁港（からこ - ）諫早市、雲仙市
- 江ノ浦漁港（えのうら - ）諫早市
- 池下漁港（いけしも - ）諫早市
- 平島漁港（ひらしま - ）西海市（平島）
- 丸田漁港（まるた - ）西海市（江島）
- 中戸漁港（なかと - ）西海市
- 塩田漁港（しおた - ）西海市
- 大島(大島)漁港（おおしま（おおしま） - ）西海市
- 黒瀬(大島)漁港（くろせ（おおしま） - ）西海市
- 太中戸漁港（おおなかと - ）西海市
- 出津漁港（しつ - ）長崎市
- 黒崎漁港（くろさき - ）長崎市
- 塚堂漁港（つかどう - ）西海市
- 江切漁港（えぎり - ）西海市
- 相川漁港（あいかわ - ）長崎市
- 手熊漁港（てぐま - ）長崎市
- 福田漁港（ふくだ - ）長崎市
- 深堀漁港（ふかほり - ）長崎市
- 網場漁港（あば - ）長崎市
- 戸石漁港（といす - ）長崎市
- 沖の島漁港（おきのしま - ）長崎市（沖ノ島）
- 南風泊漁港（はえどまり - ）長崎市（高島）
- 蚊焼漁港（かやき - ）長崎市
- 為石漁港（ためし - ）長崎市
- 野々串漁港（ののぐし - ）長崎市
- 喜々津漁港（ききつ - ）諫早市
- 伊木力漁港（いきりき - ）諫早市
- 子々川漁港（ししがわ - ）西彼杵郡時津町
- 白浜漁港（しらはま - ）西海市
- 湯江漁港（ゆえ - ）島原市
- 大三東漁港（おおみさき - ）島原市
- 松尾漁港（まつお - ）島原市
- 三会漁港（みえ - ）島原市
- 猛島漁港（たけしま - ）島原市
- 枯木漁港（かれき - ）島原市
- 深江漁港（ふかえ - ）南島原市
- 布津漁港（ふつ - ）南島原市
- 貝崎漁港（かいざき - ）南島原市
- 蒲河漁港（かまが - ）南島原市
- 有家漁港（ありえ - ）南島原市
- 龍石漁港（たついし - ）南島原市
- 南有馬漁港（みなみありま - ）南島原市
- 早崎漁港（はやさき - ）南島原市
- 久木山漁港（くきやま - ）南島原市
- 加津佐漁港（かづさ - ）南島原市
- 赤間漁港（あかま - ）雲仙市
- 京泊(南串山)漁港（きょうどまり（みなみくしやま） - ）雲仙市
- 飛子漁港（とびこ - ）雲仙市
- 木指漁港（きさし - ）雲仙市
- 富津漁港（とみつ - ）雲仙市
- 木津漁港（きつ - ）雲仙市
- 千々石漁港（ちぢわ - ）雲仙市
- 大正漁港（たいしょう - ）雲仙市

### 第4種
- 一重漁港（ひとえ - ）対馬市（対馬島）
- 伊奈漁港（いな - ）対馬市（対馬島）
- 水崎漁港（みずさき - ）対馬市（対馬島）
- 美津島漁港（みつしま - ）対馬市（対馬島）
- 豆酘漁港（つつ - ）対馬市（対馬島）

- 大島(壱岐)漁港（おおしま（いき） - ）壱岐市（原島・長島・大島）
- 崎山漁港（さきやま - ）五島市（福江島）
- 真浦漁港（まうら - ）五島市（男女群島男島）
- 荒川漁港（あらかわ - ）五島市（福江島）
- 平漁港（たいら - ）佐世保市（宇久島）

## 熊本県
（全103港）

### 第3種
- 牛深漁港（うしぶか - ）天草市

### 第2種
- 大正開漁港（たいしょうびらき - ）玉名市
- 塩屋漁港（しおや - ）熊本市
- 住吉漁港（すみよし - ）宇土市
- 長浜漁港（ながはま - ）宇土市
- 大鞘漁港（おざや - ）八代市
- 合串漁港（えぐし - ）葦北郡津奈木町
- 丸島漁港（まるしま - ）水俣市

- 湯島漁港（ゆしま - ）上天草市（湯島）
- 鳩之釜漁港（はとのかま - ）上天草市
- 佐伊津漁港（さいつ - ）天草市
- 二江漁港（ふたえ - ）天草市
- 富岡漁港（とみおか - ）天草郡苓北町
- 大江漁港（おおえ - ）天草市
- 崎津漁港（さきつ - ）天草市
- 深海漁港（ふかみ - ）天草市
- 船津漁港（ふなつ - ）天草市
- 大多尾漁港（おおたお - ）天草市
- 宮田漁港（みやた - ）天草市
- 御所浦漁港（ごしょうら - ）天草市（御所浦島）
- 大道漁港（おおどう - ）上天草市
- 下桶川漁港（しもおけがわ - ）上天草市

### 第1種
- 一部漁港（いちぶ - ）荒尾市
- 新川漁港（しんかわ - ）玉名市、玉名郡長洲町
- 玉名漁港（たまな - ）玉名市
- 横島漁港（よこしま - ）玉名市
- 四番漁港（よんばん - ）熊本市
- 海路口漁港（うじぐち - ）熊本市
- 天明漁港（てんめい - ）熊本市
- 網田漁港（おうだ - ）宇土市
- 赤瀬漁港（あかせ - ）宇土市
- 小田良漁港（おだら - ）宇城市
- 大田尾漁港（おおたお - ）宇城市
- 田井ノ浦漁港（たいのうら - ）宇城市
- 内潟片島漁港（うちがたかたしま - ）宇城市
- 戸馳漁港（とばせ - ）宇城市
- 郡浦漁港（こうのうら - ）宇城市
- 御船漁港（みふね - ）宇城市
- 松合漁港（まつあい - ）宇城市
- 植柳漁港（うやなぎ - ）八代市
- 二見漁港（ふたみ - ）八代市
- 井牟田漁港（いむた - ）葦北郡芦北町
- 杉迫漁港（すぎさこ - ）葦北郡芦北町
- 田浦漁港（たのうら - ）葦北郡芦北町
- 海浦漁港（うみのうら - ）葦北郡芦北町
- 牛ノ水漁港（うしのみず - ）葦北郡芦北町
- 大矢漁港（おおや - ）葦北郡芦北町
- 福浦漁港（ふくうら - ）葦北郡津奈木町
- 福浜漁港（ふくはま - ）葦北郡津奈木町
- 大泊漁港（おおどまり - ）葦北郡津奈木町
- 湯堂漁港（ゆどう - ）水俣市
- 茂道漁港（もどう - ）水俣市

- 白濤(登立)漁港（しらと（のぼりたて） - ）上天草市
- 串漁港（くし - ）上天草市
- 大手原漁港（おおてばら - ）上天草市
- 七ツ割漁港（ななつわり - ）上天草市
- 野釜漁港（のかま - ）上天草市
- 貝場漁港（かいば - ）上天草市
- 鷺浦漁港（さぎのうら - ）上天草市
- 千束漁港（せんぞく - ）上天草市
- 蔵々漁港（ぞうぞう - ）上天草市
- 樋合漁港（ひあい - ）上天草市
- 楠甫漁港（くすぼ - ）天草市
- 大浦漁港（おおうら - ）天草市
- 須子漁港（すじ - ）天草市
- 美ノ越漁港（みのこえ - ）天草市
- 島子漁港（しまご - ）天草市
- 志柿漁港（しかき - ）天草市
- 御領漁港（ごりょう - ）天草市
- 大島(五和)漁港（おおしま（いつわ） - ）天草市
- 宮津漁港（みやつ - ）天草市
- 引坂漁港（ひきさか - ）天草市
- 西川内漁港（にしかわち - ）天草郡苓北町
- 坂瀬川漁港（さかせがわ - ）天草郡苓北町
- 志岐漁港（しき - ）天草郡苓北町
- 都呂々漁港（とろろ - ）天草郡苓北町
- 小田床漁港（おだとこ - ）天草市
- 軍ヶ浦漁港（いくさがうら - ）天草市
- 鬼貫崎漁港（おにきざき - ）天草市
- 茂串漁港（もぐし - ）天草市
- 大島(牛深)漁港（おおしま（うしぶか） - ）天草市（大島）
- 砂月漁港（さづき - ）天草市
- 山ノ浦漁港（やまのうら - ）天草市
- 浅海漁港（あさみ - ）天草市
- 下平漁港（しもひら - ）天草市
- 女岳漁港（めだけ - ）天草市
- 二本木漁港（にほんぎ - ）天草市
- 立漁港（たて - ）天草市
- 下大多尾漁港（しもおおたお - ）天草市
- 下浦漁港（しもうら - ）天草市
- 戸ノ崎漁港（とのさき - ）天草市
- 白戸(栖本)漁港（しらと（すもと） - ）天草市
- 栖本漁港（すもと - ）天草市
- 猪子田漁港（いのこだ - ）天草市
- 横浦漁港（よこうら - ）天草市（横浦島）
- 牧島漁港（まきしま - ）天草市（牧島）
- 長浦漁港（ながうら - ）天草市（牧島）
- 大浦元浦漁港（おおうらもとうら - ）天草市（御所浦島）
- 烏帽子漁港（えぼし - ）天草市（御所浦島）
- 小屋河内漁港（こやがわち - ）上天草市
- 下貫漁港（したぬき - ）上天草市
- 牟田漁港（むた - ）上天草市
- 干切漁港（ひぎれ - ）上天草市

## 大分県
（全110港）

### 第3種
- 松浦漁港（まつうら - ）佐伯市
- 蒲江漁港（かまえ - ）佐伯市

### 第2種
- 小祝漁港（こいわい - ）中津市
- 長洲漁港（ながす - ）宇佐市
- 香々地漁港（かかぢ - ）豊後高田市、国東市
- 竹田津漁港（たけたづ - ）国東市
- 安岐漁港（あき - ）国東市
- 美濃崎漁港（みのさき - ）杵築市
- 加貫漁港（かぬき - ）杵築市
- 大神漁港（おおが - ）速見郡日出町

- 亀川漁港（かめがわ - ）別府市
- 大分漁港（おおいた - ）大分市
- 佐志生漁港（さしう - ）臼杵市
- 臼杵漁港（うすき - ）臼杵市
- 四浦漁港（ようら - ）津久見市
- 大島漁港（おおしま - ）佐伯市（大島）
- 色宮漁港（いろみや - ）佐伯市
- 入津漁港（にゅうづ - ）佐伯市
- 灘内漁港（なだうち - ）佐伯市

### 第1種
- 今津漁港（いまづ - ）中津市
- 高津漁港（たかつ - ）宇佐市
- 和間漁港（わま - ）宇佐市
- 真玉漁港（またま - ）豊後高田市
- 尾鷲漁港（おわし - ）豊後高田市
- 小林漁港（おばやし - ）豊後高田市
- 三浦漁港（みうら - ）豊後高田市
- 松津漁港（しょうづ - ）豊後高田市
- 西浦漁港（にしうら - ）東国東郡姫島村（姫島）
- 北浦漁港（きたうら - ）東国東郡姫島村（姫島）
- 東浦漁港（ひがしうら - ）東国東郡姫島村（姫島）
- 小野田漁港（おのだ - ）国東市
- 種田漁港（たねだ - ）国東市
- 古町漁港（ふるまち - ）国東市
- 古江漁港（ふるえ - ）国東市
- 啝ノ浦漁港（なぎのうら - ）国東市
- 面木漁港（おもてぎ - ）国東市
- 内迫漁港（うちさこ - ）国東市
- 島田漁港（しまだ - ）国東市
- 大海田漁港（おおみだ - ）国東市
- 堅来漁港（かたく - ）国東市
- 北江漁港（きたえ - ）国東市
- 平床漁港（ひらとこ - ）国東市
- 来浦漁港（くのうら - ）国東市
- 奈多漁港（なた - ）杵築市
- 八代漁港（やしろ - ）杵築市、速見郡日出町
- 真那井漁港（まない - ）速見郡日出町
- 瀬ノ上漁港（せのうえ - ）速見郡日出町
- 小深江漁港（こぶかえ - ）速見郡日出町
- 豊岡漁港（とよおか - ）速見郡日出町
- 神崎漁港（こうざき - ）大分市
- 大平漁港（おおひら - ）大分市
- 志生木漁港（しゅうき - ）大分市
- 福水漁港（ふくみず - ）大分市
- 小黒漁港（こぐろ - ）大分市
- 白木漁港（しらき - ）大分市
- 玉井漁港（たまい - ）大分市
- 室生漁港（むろう - ）大分市
- 田ノ浦漁港（たのうら - ）大分市
- 上浦漁港（うわうら - ）大分市
- 下浦漁港（したうら - ）大分市

- 中津浦漁港（なかつうら - ）臼杵市
- 津久見島漁港（つくみじま - ）臼杵市
- 上浦(臼杵)漁港（うわうら（うすき） - ）臼杵市
- 鳴川漁港（なるかわ - ）臼杵市
- 坪江漁港（つぼえ - ）臼杵市
- 深江漁港（ふかえ - ）臼杵市
- 東深江漁港（ひがしふかえ - ）臼杵市
- 清水漁港（しみず - ）臼杵市
- 泊ヶ内漁港（とまりがうち - ）臼杵市
- 楠屋漁港（くすや - ）津久見市
- 長目漁港（ながめ - ）津久見市
- 日代漁港（ひじろ - ）津久見市
- 赤江漁港（あかえ - ）津久見市
- 仙水漁港（せんすい - ）津久見市
- 大元漁港（おおもと - ）津久見市
- 無垢島漁港（むくしま - ）津久見市（無垢島）
- 高浜漁港（たかはま - ）津久見市
- 大浜漁港（おおはま - ）佐伯市
- 蒲戸漁港（かまど - ）佐伯市
- 福泊漁港（ふくどまり - ）佐伯市
- 長田漁港（ながた - ）佐伯市
- 浅海井漁港（あざむい - ）佐伯市
- 浪太漁港（なぶと - ）佐伯市
- 大入島漁港（おおにゅうじま - ）佐伯市（大入島）
- 二栄漁港（ふたばえ - ）佐伯市
- 高松漁港（たかまつ - ）佐伯市（大入島）
- 日向泊漁港（ひゅうがどまり - ）佐伯市（大入島）
- 塩ケ谷漁港（しおがたに - ）佐伯市（大入島）
- 片神漁港（かたがみ - ）佐伯市（大入島）
- 護江漁港（もりえ - ）佐伯市
- 霞ケ浦漁港（かすみがうら - ）佐伯市
- 吹浦漁港（ふきうら - ）佐伯市
- 二又漁港（ふたまた - ）佐伯市
- 有明漁港（ありあけ - ）佐伯市
- 羽出漁港（はいで - ）佐伯市
- 中越漁港（なかごし - ）佐伯市
- 島江漁港（しまえ - ）佐伯市
- 猿戸漁港（さるど - ）佐伯市
- 丹賀漁港（たんが - ）佐伯市
- 梶寄漁港（かじよせ - ）佐伯市
- 間越漁港（はざこ - ）佐伯市
- 小浦漁港（こうら - ）佐伯市
- 尾浦漁港（おうら - ）佐伯市
- 元猿漁港（もとさる - ）佐伯市
- 屋形島漁港（やかたじま - ）佐伯市（屋形島）
- 深島漁港（ふかしま - ）佐伯市（深島）
- 葛原漁港（かずらはら - ）佐伯市
- 波当津漁港（はとうづ - ）佐伯市

### 第4種
- 佐賀関漁港（さがのせき - ）大分市
- 保戸島漁港（ほとじま - ）津久見市（保戸島）

## 宮崎県
（全23港）

### 第3種
- 島野浦漁港（しまのうら - ）延岡市（島野浦島）
- 土々呂漁港（ととろ - ）延岡市
- 門川漁港（かどがわ - ）東臼杵郡門川町

- 油津漁港（あぶらつ - ）日南市
- 目井津漁港（めいつ - ）日南市

### 第2種
- 南浦漁港（みなみうら - ）延岡市
- 川南漁港（かわみなみ - ）児湯郡川南町
- 青島漁港（あおしま - ）宮崎市

- 大堂津漁港（おおどうつ - ）日南市
- 都井漁港（とい - ）串間市

### 第1種
- 都農漁港（つの - ）児湯郡都農町
- 富田漁港（とんだ - ）児湯郡新富町、宮崎市
- 野島漁港（のしま - ）宮崎市
- 鶯巣漁港（おおさ - ）日南市
- 富土漁港（ふと - ）日南市
- 宮浦(鵜戸)漁港（みやうら（うど） - ）日南市

- 鵜戸漁港（うど - ）日南市
- 夫婦浦漁港（めおとうら - ）日南市、串間市
- 市木漁港（いちき - ）串間市（築島）
- 本城漁港（ほんじょう - ）串間市
- 福島高松漁港（ふくしまたかまつ - ）串間市

### 第4種
- 北浦漁港（きたうら - ）延岡市
- 宮之浦漁港（みやのうら - ）串間市

## 鹿児島県
（全139港）

### 特定第3種（1港）
- 枕崎漁港（まくらざき - ）特定第3種：枕崎市

### 第3種
- 薄井漁港（うすい - ）出水郡長島町
- 阿久根漁港（あくね - ）阿久根市
- 串木野漁港（くしきの - ）いちき串木野市
- 山川漁港（やまがわ - ）指宿市

### 第2種
- 名護漁港（なご - ）出水市
- 幣串漁港（へぐし - ）出水郡長島町（獅子島）
- 葛輪漁港（くずわ - ）出水郡長島町
- 茅屋漁港（ぼや - ）出水郡長島町
- 平良漁港（たいら - ）薩摩川内市（中甑島）
- 藺牟田漁港（いむた - ）薩摩川内市（下甑島）
- 羽島漁港（はしま - ）いちき串木野市
- 戸崎漁港（とさき - ）いちき串木野市
- 江口漁港（えぐち - ）日置市
- 小湊(万世)漁港（こみなと（ばんせい） - ）南さつま市
- 片浦漁港（かたうら - ）南さつま市
- 野間池漁港（のまいけ - ）南さつま市

- 秋目漁港（あきめ - ）南さつま市
- 久志漁港（くし - ）南さつま市
- 頴娃漁港（えい - ）南九州市
- 川尻漁港（かわじり - ）指宿市
- 今和泉漁港（いまいずみ - ）指宿市
- 谷山漁港（たにやま - ）鹿児島市
- 牛根麓漁港（うしねふもと - ）鹿児島市、垂水市
- 境漁港（さかい - ）垂水市
- 海潟漁港（かいがた - ）垂水市
- 伊座敷漁港（いざしき - ）肝属郡南大隅町
- 庄司浦漁港（しょうじうら - ）西之表市（種子島）
- 住吉漁港（すみよし - ）西之表市（種子島）

### 第1種
- 桂島漁港（かつらじま - ）出水市（桂島）
- 野口漁港（のぐち - ）出水市
- 伊唐北漁港（いからきた - ）出水郡長島町
- 三船漁港（みふね - ）出水郡長島町
- 観音漁港（かんのん - ）出水郡長島町
- 大島漁港（おしま - ）出水郡長島町
- 蔵之元漁港（くらのもと - ）出水郡長島町
- 汐見漁港（しおみ - ）出水郡長島町
- 脇本漁港（わきもと - ）阿久根市
- 佐潟漁港（さがた - ）阿久根市
- 牛之浜漁港（うしのはま - ）阿久根市
- 唐浜漁港（からはま - ）薩摩川内市
- 寄田漁港（よりた - ）薩摩川内市
- 土川漁港（つちかわ - ）薩摩川内市、いちき串木野市
- 里漁港（さと - ）薩摩川内市（上甑島）
- 小島漁港（おしま - ）薩摩川内市（上甑島）
- 芦浜漁港（あしはま - ）薩摩川内市（下甑島）
- 青瀬漁港（あおせ - ）薩摩川内市（下甑島）
- 瀬々野浦漁港（せせのうら - ）薩摩川内市（下甑島）
- 片野浦漁港（かたのうら - ）薩摩川内市（下甑島）
- 市来漁港（いちき - ）いちき串木野市
- 吹上漁港（ふきあげ - ）日置市
- 黒瀬漁港（くろせ - ）南さつま市
- 脇浦漁港（わきうら - ）指宿市
- 児ヶ水漁港（ちょがみず - ）指宿市
- 生見漁港（ぬくみ - ）鹿児島市
- 前之浜漁港（まえのはま - ）鹿児島市
- 重富漁港（しげとみ - ）姶良市
- 永浜漁港（ながはま - ）霧島市
- 国分漁港（こくぶ - ）霧島市
- 中浜漁港（なかはま - ）垂水市
- 赤水漁港（あかみず - ）鹿児島市
- 垂水南漁港（たるみずみなみ - ）垂水市
- 大浜漁港（おおはま - ）肝属郡南大隅町
- 島泊漁港（しまどまり - ）肝属郡南大隅町
- 尾波瀬漁港（おばせ - ）肝属郡南大隅町
- 田尻漁港（たじり - ）肝属郡南大隅町
- 間泊漁港（まどまり - ）肝属郡南大隅町
- 辺塚漁港（へつか - ）肝属郡南大隅町
- 船間漁港（ふなま - ）肝属郡肝付町
- 東風泊漁港（こちどまり - ）肝属郡肝付町
- 夏井漁港（なつい - ）志布志市

- 能野漁港（よきの - ）西之表市（種子島）
- 花里崎漁港（けりざき - ）西之表市（種子島）
- 湊漁港（みなと - ）西之表市（種子島）
- 沖ヶ浜田漁港（おきがはまだ - ）西之表市（種子島）
- 安城漁港（あんじょう - ）西之表市（種子島）
- 葉山漁港（はやま - ）西之表市（種子島）
- 高坊漁港（たかぼう - ）西之表市（種子島）
- 中山漁港（なかやま - ）熊毛郡中種子町（種子島）
- 梶潟漁港（かじがた - ）熊毛郡中種子町（種子島）
- 浜田漁港（はまだ - ）熊毛郡南種子町（種子島）
- 竹崎漁港（たけざき - ）熊毛郡南種子町（種子島）
- 下西目漁港（しもにしめ - ）熊毛郡南種子町（種子島）
- 砂坂漁港（すなさか - ）熊毛郡南種子町（種子島）
- 大川漁港（おおかわ - ）熊毛郡南種子町（種子島）
- 州崎漁港（すざき - ）熊毛郡南種子町（種子島）
- 志戸子漁港（しとご - ）熊毛郡屋久島町（屋久島）
- 小瀬田漁港（こせだ - ）熊毛郡屋久島町（屋久島）
- 吉田漁港（よしだ - ）熊毛郡屋久島町（屋久島）
- 麦生漁港（むぎお - ）熊毛郡屋久島町（屋久島）
- 原漁港（はら - ）熊毛郡屋久島町（屋久島）
- 栗生漁港（くりお - ）熊毛郡屋久島町（屋久島）
- 城之前漁港（じょうのまえ - ）鹿児島郡十島村（小宝島）
- 喜瀬漁港（きせ - ）奄美市
- 秋名漁港（あきや - ）大島郡龍郷町
- 安木屋場漁港（あんきゃば - ）大島郡龍郷町
- 龍郷漁港（たつごう - ）大島郡龍郷町
- 小宿漁港（こしゅく - ）奄美市
- 崎原漁港（さきばる - ）奄美市、大島郡龍郷町
- 小湊(三方)漁港（こみなと（みかた） - ）奄美市
- 和瀬漁港（わせ - ）奄美市
- 名音漁港（なおん - ）大島郡大和村
- 今里漁港（いまさと - ）大島郡大和村
- 宇検漁港（うけん - ）大島郡宇検村
- 芦検漁港（あしけん - ）大島郡宇検村
- 平田漁港（へだ - ）大島郡宇検村
- 西古見漁港（にしこみ - ）大島郡瀬戸内町
- 花天漁港（けてん - ）大島郡瀬戸内町
- 久慈漁港（くじ - ）大島郡瀬戸内町
- 実久漁港（さねく - ）大島郡瀬戸内町
- 芝漁港（しば - ）大島郡瀬戸内町
- 諸鈍漁港（しょどん - ）大島郡瀬戸内町
- 秋徳漁港（あきとく - ）大島郡瀬戸内町
- 小野津漁港（おのつ - ）大島郡喜界町
- 荒木漁港（あらき - ）大島郡喜界町
- 山漁港（さん - ）大島郡徳之島町
- 亀津漁港（かめつ - ）大島郡徳之島町
- 前泊漁港（まえどまり - ）大島郡伊仙町
- 松原漁港（まつばら - ）大島郡天城町
- 内喜名漁港（ないきな - ）大島郡和泊町
- 沖泊漁港（おきどまり - ）大島郡知名町
- 茶花漁港（ちゃばな - ）大島郡与論町
- 麦屋漁港（むぎや - ）大島郡与論町

### 第4種
- 中甑漁港（なかこしき - ）薩摩川内市（上甑島）
- 手打漁港（てうち - ）薩摩川内市（下甑島）
- 宇治漁港（うじ - ）南さつま市
- 坊泊漁港（ぼうどまり - ）南さつま市
- 内之浦漁港（うちのうら - ）肝属郡肝付町
- 浦田漁港（うらた - ）西之表市（種子島）
- 熊野漁港（くまの - ）熊毛郡中種子町（種子島）
- 一湊漁港（いっそう - ）熊毛郡屋久島町（屋久島）
- 口永良部漁港（くちえらぶ - ）熊毛郡屋久島町（口永良部島）

- 西之浜漁港（にしのはま - ）鹿児島郡十島村（口之島）
- 前籠漁港（まえごもり - ）鹿児島郡十島村（宝島）
- 宇宿漁港（うしゅく - ）奄美市
- 大熊漁港（だいくま - ）奄美市
- 古仁屋漁港（こにや - ）大島郡瀬戸内町
- 早町漁港（そうまち - ）大島郡喜界町
- 知名漁港（ちな - ）大島郡知名町

## 沖縄県
（全87港）

### 第3種
- 糸満漁港（いとまん - ）糸満市

### 第2種
- 泊漁港（とまり - ）那覇市
- 名護漁港（なご - ）名護市
- 荷川取漁港（にかどり - ）宮古島市
- 石垣漁港（いしがき - ）石垣市
- 平敷屋漁港（へしきや - ）うるま市
- 海野漁港（うみの - ）南城市
- 佐良浜漁港（さらはま - ）宮古島市

### 第1種
- 東漁港（ひがし - ）国頭郡東村
- 慶佐次漁港（げさし - ）国頭郡東村
- 汀間漁港（ていま - ）名護市
- 辺野古漁港（へのこ - ）名護市
- 宜野座漁港（ぎのざ - ）国頭郡宜野座村
- 漢那漁港（かんな - ）国頭郡宜野座村
- 照間漁港（てるま - ）うるま市
- 池味漁港（いけみ - ）うるま市
- 桃原漁港（とうばる - ）うるま市
- 浜漁港（はま - ）うるま市
- 比嘉漁港（ひが - ）うるま市
- 津堅漁港（つけん - ）うるま市
- 南原漁港（みなみはら - ）うるま市
- 泡瀬漁港（あわせ - ）沖縄市
- 中城浜漁港（なかぐすくはま - ）中頭郡中城村
- 当添漁港（とうぞえ - ）島尻郡与那原町
- 志喜屋漁港（しきや - ）南城市
- 久高漁港（くだか - ）南城市
- 奥武漁港（おくたけ - ）南城市
- 港川漁港（みなとがわ - ）島尻郡八重瀬町
- 喜屋武漁港（きゃん - ）糸満市
- 与根漁港（よね - ）豊見城市
- 壷川漁港（つぼかわ - ）那覇市
- 牧港漁港（まきみなと - ）浦添市
- 宜野湾漁港（ぎのわん - ）宜野湾市
- 浜川漁港（はまかわ - ）中頭郡北谷町
- 嘉手納漁港（かでな - ）中頭郡嘉手納町
- 都屋漁港（とや - ）中頭郡読谷村
- 真栄田漁港（まえだ - ）国頭郡恩納村
- 前兼久漁港（まえがねく - ）国頭郡恩納村
- 恩納漁港（おんな - ）国頭郡恩納村
- 瀬良垣漁港（せらがき - ）国頭郡恩納村
- 許田漁港（きょだ - ）名護市
- 浜崎漁港（はまさき - ）国頭郡本部町
- 具志漁港（ぐし - ）国頭郡伊江村
- 西崎漁港（にしざき - ）国頭郡伊江村
- 新里漁港（しんざと - ）国頭郡本部町
- 運天漁港（うんてん - ）国頭郡今帰仁村
- 古宇利漁港（こうり - ）国頭郡今帰仁村
- 屋我地漁港（やがじ - ）名護市
- 仲尾次漁港（なかおし - ）名護市
- 塩屋漁港（しおや - ）国頭郡大宜味村
- 国頭浜漁港（くにがみはま - ）国頭郡国頭村
- 辺土名漁港（へんとな - ）国頭郡国頭村

- 伊是名漁港（いぜな - ）島尻郡伊是名村
- 勢理客漁港（せりきゃく - ）島尻郡伊是名村
- 伊平屋漁港（いへや - ）島尻郡伊平屋村
- 田名漁港（だな - ）島尻郡伊平屋村
- 渡名喜漁港（となき - ）島尻郡渡名喜村
- 阿波連漁港（あはれん - ）島尻郡渡嘉敷村
- 儀間漁港（ぎま - ）島尻郡久米島町
- 鳥島漁港（とりしま - ）島尻郡久米島町
- 具志川漁港（ぐしかわ - ）島尻郡久米島町
- 阿嘉漁港（あか - ）島尻郡座間味村
- 粟国漁港（あぐに - ）島尻郡粟国村
- 狩俣漁港（かりまた - ）宮古島市
- 島尻漁港（しまじり - ）宮古島市
- 真謝漁港（まじゃ - ）宮古島市
- 高野漁港（たかの - ）宮古島市
- 浦底漁港（うらそこ - ）宮古島市
- 保良漁港（ぼら - ）宮古島市
- 博愛漁港（はくあい - ）宮古島市
- 棚根漁港（たなね - ）宮古島市
- 川満漁港（かわみつ - ）宮古島市
- 久松漁港（ひさまつ - ）宮古島市
- 佐和田漁港（さわだ - ）宮古島市
- 前泊漁港（まえどまり - ）宮古郡多良間村
- 多良間漁港（たらま - ）宮古郡多良間村
- 登野城漁港（とのしろ - ）石垣市
- 船越漁港（ふなこし - ）石垣市
- 伊野田漁港（いのだ - ）石垣市
- 細崎漁港（ほそざき - ）八重山郡竹富町
- 西表漁港（いりおもて - ）八重山郡竹富町

### 第4種
- 宜名真漁港（ぎなま - ）国頭郡国頭村
- 安田漁港（あだ - ）国頭郡国頭村
- 仲里漁港（なかざと - ）島尻郡久米島町
- 池間漁港（いけま - ）宮古島市
- 波照間漁港（はてるま - ）八重山郡竹富町
- 久部良漁港（くぶら - ）八重山郡与那国町
- 南大東漁港（みなみだいとう - ）島尻郡南大東村